# Bunuri mobile din domeniul etnografie clasate în patrimoniul cultural național al României aflate în județul Iași
Acestă listă conține bunurile mobile din domeniul etnografie clasate în Patrimoniul cultural național al României aflate la momentul clasării în județul Iași.

## Tezaur
| Foto | Informații generale                                                  | Detalii tehnice | Descriere | Deținător                                 | Legături |
| ---- | -------------------------------------------------------------------- | --- | --- | ----------------------------------------- | -------- |
|      | Rariță Autor: Emilian Oblezniuc                                      | Datare: 1920 Descoperit: jud. SUCEAVA, com. STULPICANI, GEMENEA Dimensiuni: Î coarnelor: 88 cm Material: metal; lemn de fag; asamblat; tehnici de prelucrare a lemnului; cioplire; crestare; tăiat; cojit; curățit; incizare; tehnici de prelucrare a metalelor; batere la rece | Rarița sau ralița este un plug mai simplu, o prășitoare de lemn mai modernă, prevăzută cu sapă metalică, fiind folosită în special la învelirea cuiburilor de porumb și cartofi. Este formată din următoarele șapte piese componente: grindeiul, partea centrală a uneltei, de care sunt fixate coarnele, bârsa și bara metalică cu rotița (are două găuri, una cu diametrul mai mare lângă bârsă, și o alta, mai mică, aproape în dreptul roții, care aveau rolul de a ajuta rarița să fie tractată de animale); plazul sau talpa, partea pe care se târăște rarița când lucrează, în vârful acestuia fiind fierul sau brăzdarul; două cormane (cucure) schimbătoare (schimbarea se făcea, în funcție de distanța dintre rânduri, cu ajutorul a două cârlige metalice prinse de trunchiul coarnelor și a două rânduri de clempușuri, improvizate din cuie metalice, dispuse pe partea interioară a cormanelor; cormanele sunt prinse de trunchiul coarnelor cu ajutorul unor balamale și cuie metalice, rolul cormanelor fiind acela de a răsturna pământul; una dintre ele are adăugată, pe partea interioară de jos o bucată mică de lemn, de formă triunghiulară, prinsă în trei cuie metalice, al cărei rost încă nu-l putem preciza: poate fi doar o întregire a acelei cormane sau ar putea avea un rol funcțional; două coarne (dintr-o singură bucată de lemn despicat și „legat” cu ajutorul unui „cui” de lemn și a unuia din fier; bârsa, încastrată în partea inferioară, cu ajutorul unui cui de lemn, în plaz, și în partea superioară în grindei, aici fixarea fiind făcută cu ajutorul unui cui metalic; fierul sau brăzdarul seamănă cu un manșon, având forma unei unghii de vită; este prins cu ajutorul unei caiele în plaz, fiind găurit în două locuri și despicat pe mijloc; în 1982, după noi cercetări ale muzeografilor ieșeni la fața locului, rariței i s-a adăugat o rotiță neregulată din lemn, care este fixată, printr-o bară metalică, găurită în patru locuri, în grindei (presupunem că aceste găuri, cu diametrul diferit, aveau rolul de a regla înălțimea la care trebuia să se deplaseze rarița). Legătura dintre grindei și plaz se face prin intermediul bârsei; îmbinarea se face cu ajutorul a două cuie din lemn; de asemenea, plazul este îmbucat, tot cu ajutorul unui cui de lemn, și în trunchiul ce susține cele două coarne. Are culoarea naturală a lemnului de fag și cea a metalului, cu urme de pământ și gunoi de grajd pe ea. | Complexul Muzeal Național „Moldova”, Iași | Cimec    |
|      | Cămeșă                                                               | Descoperit: jud. IAȘI, IAȘI Dimensiuni: L altiță: 21 cm; La altiță: 23 cm; Încreț: 6 cm Material: in; fir metalic; bumbac; păr; arnici; mărgele; tors; urzit în 2 ițe; țesut în 2 ițe; brodat la fir; brodat peste fire; broderie orientală cu fir; aplicații; tivit cu găurele; încheiat cu acul | Cămașă încrețită la gât, cu brezărău; mânecă cu altiță separată brodată cu păr de lână grena și fir metalic argintiu și auriu, încreț brodat cu bumbac alb, fir metalic auriu și mărgele colorate; mâneca încrețită cu uun mic fodor (volan); gura cămășii cu bizărău alb; stanul este din trei foi de pânză lată de 42 cm este festonată cu arnici roșu; stanul din 3 lați, asamblați în față și pe laturile spatelui; are pavă pătrată la subbraț; decorul este dispus pe dinăinți și spate, câte 2 râuri cu motiv pomișori cu flori, și pe mânecă; altița bătută (brodată bogat) cu decor dispus în rânduri orizontale brodate cu păr grena separate de grupe de linii brodate cu fir dispuse alternativ auriu- argintiu și încadrate în chenar brodat cu fir auriu; încrețul de 6 cm este brodat cu bumbac alb, fir metalic auriu și mărgele colorate cu motive romburi mari și flori; decorul mânecii este reprezentat de trei pomi ai vieții sub forma vrejului cu ramuri bogate cu frunze și flori. | Complexul Muzeal Național „Moldova”, Iași | Cimec    |
|      | Cămeșă                                                               | Descoperit: jud. IAȘI, IAȘI Dimensiuni: L altiță: 21 cm; La altiță: 21 cm; Încreț: 4,5 cm Material: in; mătase; fir metalic; mărgele; tors; urzit în 2 ițe; țesut în 2 ițe; brodat la fir; brodat în punct bătrânesc; broderie orientală cu fir; brodat peste fire; aplicații; încheiat cu acul | Cămașă fără poale, încrețită la gât, cu bizărău; mânecă cu altiță separată brodată la fir cu mătase grena cu motive melci dispuși în rânduri orizontale separate de rânduri de broderie orientală cu fir metalic argintiu și auriu și încadrate în chenar brodat cu fir metalic, încreț brodat cu mătase grena, neagră, frez și aplicații de mărgele verzi și albastre, cu motive coarnele berbecului; mâneca încrețită cu bizărău are un decor asimetric format dintr-un șir de pomișori brodați cu mătase și fri metalic auriu și argintiu și o bandă de broderie cu mătase și fir și aplicații de mărgele în chenar, cu același decor ca altița și cu melcișori de fir pe margini; gura cămășii strânsă cu bizărău grena; pe stani față și spate sunt brodate 2 șiruri de romburi mici grupate câte două brodate peste fire cu mătase grena. | Complexul Muzeal Național „Moldova”, Iași | Cimec    |
|      | Cămeșă                                                               | Descoperit: jud. IAȘI, IAȘI Dimensiuni: L altiță: 32 cm; La altiță: 28 cm; Încreț: 11,5 cm Material: in; fir metalic; lână; strămătură; arnici; țesut în 2 ițe; brodat peste fire; broderie orientală cu fir; brodat la fir; festonat; încheiat cu acul | Cămașă fără poale încrețită la gât cu brezărău, cu altiță separată și încreț lat de 11,5 cm; stan croit din 2,5 lați de pânză lată de 56 cm, jumătatea de lat fiind adăugată la partea stângă a piesei sub forma a doi clini uniți sub braț; stanii față și spate sunt decorați cu câte doi vreji cu cârlige și heruvim stilizat; decorul altiței este realiyat cu strămătură, lână și fir, în punct peste fir și lânțișor, motive romburi și puncte și este dispus în registre separate de șiruri de broderie cu fir metalic argintiu și auriu; încrețul lat este brodat la fir cu lână verdecu motive geometrice romburi și romb în trepte; pe mânecă decorul este dispus oblic (costișat) fiind reprezentat de șiruri de motive izolate heruvimi, brodate cu lână și strămătură; la gât și mâneca are brezărău realizat cu arnici roșu și grena. | Complexul Muzeal Național „Moldova”, Iași | Cimec    |
|      | Cămeșă                                                               | Descoperit: jud. IAȘI, IAȘI Dimensiuni: L altiță: 28 cm; La altiță: 26 cm; Încreț: 10,5 cm Material: in; fir metalic; lână; strămătură; țesut în 2 ițe; brodat peste fire; broderie orientală cu fir; brodat la fir; brodat în punct bătrânesc; încheiat cu acul | Cămașă fără poale încrețită la gât cu brezărău, cu altiță separată și încreț lat de 10,5 cm; stan croit din doi lați de pânză lată de 55 cm, cu doi clini mici și două pave pătrate la subbraț, stanii față și spate sunt decorați cu câte două șiruri de pomișori stilizați, pe față, sub nivelul brâului fiind încercat modelul; decorul altiței este brodat la fir și în lănțuc cu strămătură, lână și fir, cu motive cruce în X cu cârlige și cârcei și triunghiuri cu cârcei și este dispus în registre separate de șiruri de broderie cu fir metalic argintiu și auriu; încrețul lat este brodat la fir cu strămătură bej cu motive geometrice romburi și romb în trepte; mânecă este decorată pe toată jumătatea de deasupra prin brodare la fir și peste fire cu strămătură roșie, frez, lila, roșu, negru cu motive pomul vieții și heruvimi, flancate de două șiruri verticale cu motiv coroană; la gât și mâneca are brezărău realizat cu strămătură roșie, frez, lila. | Complexul Muzeal Național „Moldova”, Iași | Cimec    |
|      | Cămeșă                                                               | Descoperit: BUCUREȘTI Dimensiuni: L altiță: 24 cm; La altiță: 20 cm; Încreț: 5 cm Material: in; fir metalic; bumbac; arnici; mărgele; tors; urzit în 2 ițe; țesut în 2 ițe; brodat la fir; brodat peste fire; broderie orientală cu fir; cusut în butuci; aplicații; cusut simplu pe dos | Cămașă fără poale, încrețită la gât, cu brezărău; mânecă dreaptă cu altiță separată, încreț brodat; stanul cămășii este din doi lați jumătate de pânză cu lățime de 45 cm; nu are pavă la subbraț; pe dinăinși și spate este decorată cu câte două vrejuri cu cârcei brodate la fir cu arnici negru; pe față, sub nivelul brâului s-a încercat modelul de broderie; altița este bogat decorată cu trei rânduri de motive stilizate călăreț cu șoim, cusute în butuci cu arnici negru, galben, roșu și cu mărgele verzi și albastre; încrețul este cusut în butuci cu arnicinegru, roșu, galben și cu aplicații de mărgele verzi și albastre, cu motive coarnele berbecului; pe mânecă decorul este dispus oblic (costișăt), cu motive heruvimi și serafimi în șiruri alternante; mâneca este tivită cu arnici roșu, cămașa este asamblată prin coasere cu acul pe dos. | Complexul Muzeal Național „Moldova”, Iași | Cimec    |
|      | Cămeșă                                                               | Descoperit: BUCUREȘTI Dimensiuni: L altiță: 24 cm; La altiță: 24 cm; Încreț: 7 cm Material: in; arnici, fir metalic; țesut în 2 ițe; brodat peste fire; broderie orientală cu fir; broderie plină; brodat în punct bătrânesc; încheiat cu acul | Cămașă fără poale, încrețită la gât, cu altiță separată, încreț lat galben, cu brezărău la gât și mânecă, stanul croit din trei lați de pânză de 48 cm: unu la spate și doi la dinainte și subraț, încheindu-se în față; stanul din spate și cel din față sunt decorate cu câte 2 rânduri de motive măciulii de mac realizate prin brodare la fir, punct bătrânesc și cusătură în butuci cu ibrișin muriu (mov închis); altița este decorată cu rânduri de flori spațiate alternând cu rânduri de broderie cu fir, încadrate toate în chenar brodat cu fir auriu; încrețul este brodat cu arnici galben cu motive cruce în X și romb; decorul mânecii este dispus oblic (costișăt) în rânduri alternante: crengi și zigzaguri realizate cu ibrișin muriu șrânduri de flori mari cu broderie plină din arnici galben, roșu, negru, bleu. | Complexul Muzeal Național „Moldova”, Iași | Cimec    |
|      | Cămașă încrețită cu chirușcă                                         | Descoperit: jud. VRANCEA, com. NEGRILEȘTI, NEGRILEȘTI Dimensiuni: L stan: 47 cm; L poală: 76 cm; La manșetă: 3 cm; Altiță: 20x30 cm Material: in, bumbac; arnici; fir metalic; strămătură; țesut în 2 ițe; brodat peste fire; brodat pe creți; broderie orientală cu fir; aplicații; încheiat cu acul; încheiat cu croșeta; brodat pe dos | Cămașă încrețită la gât cu altiță triunghiulară (chirușcă) și poale atașate, cu gherdan (broderie pe crețuri) la gât, la mânecă și pe spate; stanul față dintr-un lat de pânză și o jumătate din care s-au făcut doi clini dispuși lateral, iar stanul spate din trei jumătăți de lat de pânză; sub braș pavă pătrată mare care coboară în talie; mâneca din aproape doi lați (1,8), încheiați lateral cu cheițe din bumbac galben; decorul este pe chirușcă (stele), pe mânecă (trei șiruri de luceferi), la gura cămășii (două șiruri de stele bordate cu scânteuțe), pe spate, de-a lungul liniilor laterale de asamblare a stanului (șir de flori), la guler (bentiță cu miez de nucă) și la manșete (bentiță cu decor geometric mărginit de un chenar în lăncez realizat cu fir metalic); încreț îngust alb funcțional; bucățile de pânză sunt asamblate cu cheițe realizate cu bumbac galben; modelul broderiei a fost mai întâi încercat pe pâna stanului, în zona brâului. | Complexul Muzeal Național „Moldova”, Iași | Cimec    |
|      | Ie                                                                   | Descoperit: jud. VRANCEA, com. CÂMPURI, CÂMPURI Dimensiuni: La manșetă: 3 cm Material: in; bumbac; arnici; fir metalic; strămătură; dantelă croșetată; țesut în 2 ițe; brodat peste fire; broderie orientală cu fir; brodat pe creți; cusut în drug; încheiat cu acul; cusut peste muchie | Cămașă încrețită la gât, cu mânecă din umăr, fără altiță, cu stanul croit din trei lați de pânză de 40 cm: fața dintr-un lat și doi clini laterali de câte un sfert de lat, iar spatele din trei jumătăți de lat; bucățile sunt asamblate cu acul pe dos, liniile de asmblare fiind marcate pe față prin puncte cusute peste muchie cu arnici negru; mâneca dintr-un lat și jumătate de pânză, liniile de asamblare fiind deasupra, asamblarea fiind făcută cu dantelă croșetată de 1cm lățime, lateral de aceasta fiind brodate două șiruri de motive decorative păstaie realizate cu fir metalic auriu și argintiu, alternativ și cu arnici negru și roșu și strămătură bleu; mâneca are manșeta întoarsă și este strânsă cu creți peste care s-a brodat cu arnici negru, fiind fixată cu bentiță brodată cu arnici negru și roșu, fir metalic și strămătură bleu, decorul fiind reprezentat de motiv S culcat brodat cu fir metalic auriu și argintiu, alternativ; gura cămășii este festonată cu arnici negru și este marcată de broderie realizată cu arnici negru, roșu, fir metalic auriu și argintiu și strămătură bleu cu motive geometrice; cămașa este încrețită la gât, cu broderie peste creți și are gura fixată cu bentiță brodată cu arnici negru și roșu, fir auriu și argintiu și lână bleu, motive geometrice: linie și S dispuse orizontal. | Complexul Muzeal Național „Moldova”, Iași | Cimec    |
|      | Oală de lapte; Moșoaică                                              | Datare: 1969 Descoperit: jud. IAȘI, com. DELENI, POIANA Material: lut; var; decorat prin imprimare; frământat prin călcare; modelat la roată; pictat cu paiul; tehnici de olărie; uscat; ardere reducătoare | Oală de tip lăptăreț din ceramică neagră, nesmălțuită, cu toarta prinsă pe mijlocul gâtului și a pântecelui; ornamentată cu var prin pictare cu paiul, decorul fiind dispus pe gât și pe pântecele vasului. Motivele ornamentale sunt: șinătău cu trei puncte pe gât, trei pomișori separați de linii duble de puncte, dispuse vertical. | Complexul Muzeal Național „Moldova”, Iași | Cimec    |
|      | Cuib pentru păsări Autor: Iacob Mihalache                            | Datare: 1971 Descoperit: jud. VASLUI, com. OLTENEȘTI, ZGURA Dimensiuni: Î: 28 cm; D bazei mari: 49 cm Material: lut; frământat prin călcare; găurit; impresiune cu degetul; modelat la roată; modelat manual; perforat; scrijelit; uscat; ardere oxidantă; tehnici de olărie | Cuib pentru păsări realizat din ceramică roșie arsă oxidant. Are forma unei oale - lăptăreț, prevăzută cu două torți mici plasate pe pântecele vasului. În partea de sus, oala se termină cu o formă antropomorfă - chip de om, având gură, ochi, nas, urechi, sprâncene. Pe o parte a pântecului, vasul prezintă o deschidere circulară cu diametrul de 7 cm, ce prezintă în partea inferioară o buză, pentru o mai bună stabilitate a păsărilor ce intrau și ieșeau din cuib. Baza mică a vasului prezintă perforații ce permit aerisirea cuibului. Pentru că piesa avea un rol funcțional, fiind agățată în copaci, vasul are o toartă din sârmă ce se petrece prin urechi. | Complexul Muzeal Național „Moldova”, Iași | Cimec    |
|      | Vârșă de prins pește; Capcană                                        | Descoperit: jud. SUCEAVA, com. MARGINEA, MARGINEA Dimensiuni: Î: 27 cm; D max: 25 cm Material: lut; tehnici de olărie; frământat prin călcare; modelat la roată; excizat; ardere reducătoare | Vas din lut de mărimea unei oale din ceramică neagră, arsă reducător, conceput special pentru prins pește în apele puțin adânci din zona de munte. Imită prin formă și dimensiuni, piesele similare realizate din împletituri de nuiele. Are o formă ovoidală, bombată în partea mediană, pe o singură parte, vasul este aplatizat, pentru a avea stabilitate pe fundul apei. Gura vasului are marginea dreaptă, iar fundul prezintă un orificiu de intrare a peștelui. De asemenea, vasul este prevăzută cu o toartă, așezată în partea de jos, spre fundul său. Pe întreaga suprafață a vasului, există mici orificii, realizate prin decupajul lutului, pentru facilitarea circulația apei din interior în afară și invers. | Complexul Muzeal Național „Moldova”, Iași | Cimec    |
|      | Apărătoare pentru horn                                               | Descoperit: jud. VRANCEA, com. VIDRA, IREȘTI Dimensiuni: Î: 35 cm; D max: 22 cm Material: lut; tehnici de olărie; frământat prin călcare; modelat la roată; excizat; ardere oxidantă; angobare | Vas perforat, sub formă de cupolă (coroană), din ceramică roșie arsă oxidant ce se evazează spre partea superioară unde se termină cu un vârf; decorația funcțională este realizată prin decuparea lutului cu cuțitul rezultând un rând de găuri cu diametrul 1,5 cm dispus la 8 cm de bază și alte patru rânduri de găuri la partea superioară. În partea mediană, între rândurile de găuri, sunt realizate șapte decupaje mari de formă dreptunghiulară, dispuse oblic, cu dimensiuni de circa 8x4 cm. Partea superioară prezintă un capac lipit angobat pe care s-a imprimat anul 1961 și inițialele RPR. În partea de jos a vasului, pe guler, este dispus un brâu angobat de cca. 3 cm lățime. | Complexul Muzeal Național „Moldova”, Iași | Cimec    |
|      | Sahan                                                                | Datare: sec. XIX Dimensiuni: I 5 cm. Material: lut galben, frământat, dospit, modelat la roată, uscat, ars de două ori, smălțuit, oxidant | Vas de formă rotundă - farfurie, cu marginile puțin ridicate, în care se servește mâncarea, local se mai numește sahan. Vasul este angobat cu alb și acoperit cu un strat de smalț translucid de bună calitate. Ca element decorativ, sahanul este ornamentat în partea centrală cu un motiv fitomorf - floarea, iar pe margine are pictate două brâie late. Cromatic, vasul are culoarea angobei la care se adaugă verdele elementelor decorative și maroniul cu care au fost desenate marginile desenului pentru a fi mai bine evidențiat. | Muzeul Etnografic al Moldovei, Iași       | Cimec    |
|      | Strachină                                                            | Datare: sf. sec. XIX Descoperit: jud. SUCEAVA, STRAJA Dimensiuni: vas cu scop decorativ, folosit și ca veselă Material: lut galben, frământat, dospit, modelat la roată, uscat, ars de două ori, smălțuit, oxidant, sgrafitat | Strachină sgrafitată și smălțuită (așa zisă de Kuty), de formă tronconică, cu fund plat, pereți înclinați, buză verticală, rotunjită. Motivul ornamental principal este vegetal (patru flori dispuse radial). Bordura vasului are un decor geometric (motive unghiulare și linii verticale paralele (alveole - semicercuri). Decorul este realizat prin sgrafitare (incizarea fină a pastei crude), tehnica vopsirii și a smălțuirii realizând un contrast cromatic între cafeniul vasului și cel al angobei albe - roșiatice. Desenul este pictat în nuanțe de verde și galben. | Muzeul Etnografic al Moldovei, Iași       | Cimec    |
|      | Strachină                                                            | Descoperit: jud. SUCEAVA, com. STRAJA Dimensiuni: I 5,5 cm. Material: lut galben, frământat, dospit, modelat la roată, uscat, ars de două ori, smălțuit, oxidant, sgrafitat | Strachină sgrafitată și smălțuită (Kuty) ce amintește de vechea ceramică bizantină. Are formă tronconică, este zveltă, cu pereții arcuiți, fundul plat. Buza vasului este dreaptă, verticală, rotunjită la muchie. Strachina prezintă un decor fitomorf dispus central (vază, glastră sau ghiveci cu floare), redat naturalist, alcătuit dintr-o floare și doi bobci. Compoziția ornamentală centrală este delimitată prin linii circulare drepte, mărginite de elemente geometrice - semicercuri cu alte elemente decorative. Tehnica de ornamentare a vasului este incizarea fină a pastei crude, care prin vopsire și smălțuire, realizează un contrast cromatic între culoarea maron a vasului și cea a angobei galbene. Această tehnică poartă numele de sgrafitaj. Cromatica vasului este aceeași ca în majoritatea cazurilor ceramicii de Straja - Rădăuți, galben, verde și maron. | Muzeul Etnografic al Moldovei, Iași       | Cimec    |
|      | Strachină                                                            | Descoperit: jud. SUCEAVA, com. STULPICANI, STULPICANI Dimensiuni: I 7 cm. Material: lut galben, frământat, dospit, modelat la roată, uscat, ars de două ori, smălțuit, oxidant, sgrafitat | Strachină sgrafitată și smălțuită (Kuty) ce amintește de vechea ceramică bizantină lucrată aici în secolul al XV-lea. Are formă tronconică, zveltă, cu pereții arcuiți și fundul plat. Buza vasului este dreaptă, verticală, rotunjită la muchie. Strachina prezintă un decor fitomorf stilizat, rozete și floarea de lalea. Compoziția ornamentală centrală este delimitată de marginea vasului prin mai multe linii concentrice, dincolo de care apare trasată o linie zimțată. Tehnica de ornamentare a vasului (sgrafitto), ce constă în incizarea fină a pastei crude, permite realizarea unui contrast cromatic între angoba galbenă și maronul fondului vasului. Elementele decorative sunt pictate cu verde, galben și maro. | Muzeul Etnografic al Moldovei, Iași       | Cimec    |
|      | Talger                                                               | Descoperit: jud. SUCEAVA, RĂDĂUȚI Dimensiuni: I 5,5 cm. Material: lut galben, frământat, dospit, modelat la roată, uscat, ars de două ori, smălțuit, oxidant, sgrafitat | Talger sgrafitat, smălțuit (așa zis de Kuty) ce amintește de vechea ceramică bizantină. Are formă tronconică, mai întinsă decât în cazul străchinilor, cu fund plat, pereții aplatizați, buză rotunjită. Vasul are un decor deosebit, elaborat, ce prezintă o compoziție cu temă bahică. Este vorba de trei persoane, desenate artistic în tehnica sgrafitării, doi bărbați și o femeie. Unul dintre bărbați și femeia, participă la o degustare de băutură, în timp ce celălat bărbat cântă la vioară. După ținută, personajele fac parte din vechea administrație austro - ungară, ce a stăpânit teritoriul Bucovinei în perioada respectivă. Tabloul central este întregit și de o fereastră, pictată foarte elaborat. Registrul superior al talgerului, are desenat un decor geometric alcătuit din linii frânte ce formează un joc de triunghiuri, mai mari și mai mici intercalate de un șir de inimioare. La marginea buzei vasului se află trasate două linii circulare drepte, care de altfel se regăsesc și în despărțirea celor doi regiștri ai vasului. Din punct de vedere cromatic, fondul vasului este alb - sidefiu, elementele decorative fiind pictate cu pensula și cornul, în tonuri de verde, maro și galben. | Muzeul Etnografic al Moldovei, Iași       | Cimec    |
|      | Strachină                                                            | Descoperit: jud. SUCEAVA, com. STRAJA, STRAJA Dimensiuni: I - 8,5 cm. Material: lut galben, frământat, dospit, modelat la roată, uscat, ars de două ori, smălțuit, oxidant, sgrafitat | Strachină sgrafitată și smălțuită (așa zisă de Kuty) ce amintește de vechea ceramică bizantină, de formă tronconică, zveltă, cu fundul plat, pereții înclinați, buză verticală, ușor rotunjită la muchie. Vasul prezintă un decor vegetal, flori cu vrej, prinse într-o rozetă mărginită de elemente decorative. Urmează o bandă cu două linii circulare drepte, dincolo de care, pe marginea străchinii, sunt desenate motive geometrice - alveole - semicercuri, intercalate de linii ondulate. Decorul este realizat prin incizarea fină a pastei crude, tehnica vopsirii și a smălțuirii realizând un contrast cromatic deosebit între culoarea cafenie a vasului și cea a angobei albe - roșiatice. Desenul este pictat în nuanțe de verde și galben. | Muzeul Etnografic al Moldovei, Iași       | Cimec    |
|      | Strachină                                                            | Descoperit: jud. SUCEAVA, com. STRAJA Dimensiuni: î - 7,5 cm. Material: lut galben, frământat, dospit, modelat la roată, uscat, ars de două ori, smălțuit, oxidant, sgrafitat | Strachină sgrafitată și smălțuită (așa zisă de Kuty) ce amintește de vechea ceramică bizantină, de formă tronconică, zveltă, cu fundul plat, pereții înclinați, buză verticală, ușor rotunjită la muchie. Vasul prezintă în mijloc o stea cu patru colțuri, încadrată într-un chenar de formă pătrată, mărginită de elemente decorative Urmează două linii circulare drepte, dincolo de care, pe marginea străchinii, sunt desenate motive geometrice - alveole Decorul străchinii este realizat prin incizarea fină a pastei crude, vopsirea și smălțuirea realizând un contrast cromatic între culoarea maro a vasului și cea a angobei albe - sidefii. Toate elementele artistice sunt pictate în nuanțe de galben, verde și maro. | Muzeul Etnografic al Moldovei, Iași       | Cimec    |
|      | Strachină                                                            | Descoperit: jud. SUCEAVA, com. STRAJA, Rădăuți Dimensiuni: I - 7,5 cm. Material: lut galben, frământat, dospit, modelat la roată, uscat, ars de două ori, smălțuit, oxidant, sgrafitat | Strachină sgrafitată și smălțuită (așa zisă de Kuty) ce amintește de vechea ceramică bizantină. Are o formă tronconică, zveltă, cu fundul plat, pereții înclinați, buză verticală, ușor rotunjită la muchie. Vasul prezintă în mijloc o stea, cu mai multe colțuri, dispusă central, mărginită de opt flori situate de jur-împrejur (patru lalele și patru rozete stilizate). Registrul central este delimitat de două linii circulare drepte, dincolo de care, pe marginea străchinii, sunt desenate motive geometrice - alveole Decorul străchinii este realizat prin incizarea fină a pastei crude, vopsirea și smălțuirea realizând un contrast cromatic între culoarea maro a vasului și cea a angobei albe - sidefii. Toate elementele artistice sunt pictate în nuanțe de galben, verde și maro. | Muzeul Etnografic al Moldovei, Iași       | Cimec    |
|      | Strachină                                                            | Datare: sec. XIX Descoperit: jud. SUCEAVA, com. Brodina Dimensiuni: I - 7 cm. Material: lut galben, frământat, dospit, modelat la roată, uscat, ars de două ori, smălțuit, oxidant, sgrafitat | Strachină de Kuty, sgrafitată și smălțuită. Are formă tronconică, zveltă, cu fund plat, pereți înclinați, buză verticală, ușor rotunjită pe margine. Motivul ornamental principal este zoomorf (cal) și vegetal (lalele). Bordura vasului are un decor geometric. Decorul este realizat prin sgrafitare (incizarea fină a pastei crude), tehnica vopsirii și a smălțuirii realizând un contrast cromatic între cafeniul vasului și cel al angobei albe - sidefii. Desenul este pictat în nuanțe de galben, verde și maro. | Muzeul Etnografic al Moldovei, Iași       | Cimec    |
|      | Strachină                                                            | Datare: 1900 Descoperit: jud. SUCEAVA, STRAJA -RĂDĂUȚI Dimensiuni: I - 7 cm. Material: lut galben, frământat, dospit, modelat la roată, uscat, ars de două ori, smălțuit, oxidant, sgrafitat | Strachină sgrafitată și smălțuită (așa zisă de Kuty) ce amintește de vechea ceramică bizantină. Are formă tronconică, zveltă, cu fundul plat, pereții înclinați, buză verticală, ușor rotunjită la muchie. Vasul prezintă ca decor, un ornament zoomorf. În partea centrală a vasului se află desenate două păsări. Registrul central al vasului este delimitat de o linie circulară dreaptă. În partea superioară a vasului, buza este mărginită de un rând de păsări. Decorul străchinii este realizat prin incizarea pastei crude. Angoba și smalțul sunt de bună calitate. Din punct de vedere cromatic, fondul vasului este alb - sidefiu, elementele decorative fiind pictate cu pensula și cornul, în tonuri de verde și maro. | Muzeul Etnografic al Moldovei, Iași       | Cimec    |
|      | Cană cu cioc Autor: Constantin Colibaba                              | Descoperit: jud. SUCEAVA, RĂDĂUȚI Dimensiuni: I - 21 cm. Material: lut galben, frământat, dospit, modelat la roata, uscat, ardere oxidantă, smălțuit, pictat, jirăvit, angobat | Ceramică smălțuită de Rădăuți - cană cu cioc, de formă sferoidală, ușor bombată la mijloc, angobată și smălțuită. Vasul este foarte frumos remarcându-se prin eleganța formei, partea de sus fiind evazată. Cana are cioc folosit pentru a turna mai ușor lichidele. De asemenea, vasul are și toartă, care este prinsă între pântece și gât. Decorul este realizat cu cornul, pe angoba alb - sidefie a vasului. Din punct de vedere decorativ, partea centrală a vasului este decorată cu o ghirlandă de frunze mărginită de o linie ondulată, iar la extremități prezintă mai multe linii circulare drepte. În partea de sus sunt pictate grupuri de cîte trei buline așezate simetric între cioc și toartă. Prin tehnica jirăvirii, în partea de sus a vasului este pictată o linie ondulată din care se scurge vopseaua. Cromatic, vasul este pictat în culorile specifice ale meșterului Colibaba: verde și cafeniu pe fondul alb - sidefiu. | Muzeul Etnografic al Moldovei, Iași       | Cimec    |
|      | Ulcică - puișor Autor: Nica Teodor                                   | Descoperit: jud. IAȘI, com. DELENI, POIANA Dimensiuni: I 14 cm. Material: lut galben, frământat, dospit, modelat la roata, uscat, dat în piatra, ars o singură dată, reducător | Oală - ulcică numită popular puișor din ceramică neagră, formă sferoidală, cu toarta prinsă de buza ușor evazată și pântece. Este ornamentată atât prin lustruire (înainte de ardere) cu o piatră de râu, operațiune numită dat în piatră, cât și prin închistrire cu paiul de trestie înmuiat în var. Decorul este dispus pe toată suprafața vasului. Motivele ornamentale sunt organizate în compoziții ce acoperă în întregime vasul, regăsindu-se ornamente vegetale - floarea, ce se repetă de trei ori. Fiecare registru este delimitat de o linie ondulată intercalată de puncte, linie ce se regăsește și sub buza vasului. Prezintă și un decor incizat - linii circulare drepte realizate cu colțul fichieșului. | Muzeul Etnografic al Moldovei, Iași       | Cimec    |
|      | Strachină                                                            | Descoperit: jud. SUCEAVA, com. STULPICANI Dimensiuni: I - 6 cm. Material: lut galben, frământat, dospit, modelat la roată, uscat, ars de două ori, smălțuit, oxidant, sgrafitat | Strachină de Kuty, sgrafitată și smălțuită. Are formă tronconică, zveltă, cu fund plat, pereți înclinați, buză verticală, ușor rotunjită pe margine. Motivul ornamental principal este vegetal (floare cu două frunze mari). Bordura vasului are un decor geometric (motive unghiulare și linii verticale paralele (alveole - semicercuri). Decorul este realizat prin sgrafitare (incizarea fină a pastei crude), tehnica vopsirii și a smălțuirii realizând un contrast cromatic între cafeniul vasului și cel al angobei albe - roșiatice. Desenul este pictat în nuanțe de verde și galben. | Muzeul Etnografic al Moldovei, Iași       | Cimec    |
|      | Canceu                                                               | Datare: începutul secolului XX Descoperit: jud. SIBIU, com. POIANA SIBIULUI, POIANA SIBIULUI Dimensiuni: Î: 20,5 cm Material: lut galben, frământat, dospit, modelat la roată, uscat, ars de două ori, smălțuit, oxidant | Canceu transilvănean de formă zveltă cu gât pronunțat, alungit, forma sa fiind un reflex al barocului târziu generalizat și la sate în secolul al XIX-lea. Acest tip de ceramică reprezintă o transformare a ceramicii slovace, canceul realizat de români pierzându-și funcționalitatea originală, aceea de recipient pentru băut bere și vin, el fiind realizat fără capac, rolul său fiind unul strict decorativ, folosit la înfrumusețarea culmilor caselor. Din această cauză, vasul, prezintă o frumoasă compoziție ornamentală barocă cu elemente florale și zooomorfe. Elementul central al canceului este dat de o pasăre redată hiperbolic așezată pe o semirozetă ce poate fi asimilată în concepția localnicilor cu floarea soarelui. Pasărea este încadrată de două ramuri cu frunze și flori, element ce poate fi interpretat ca un model al pomului vieții. Elementele decorative sunt bine delimitate pe suprafața vasului de două benzi circulare, late. Cromatic predomină cafeniul, verdele și albastru pe fondul alb al vasului. | Muzeul Etnografic al Moldovei, Iași       | Cimec    |
|      | Strachină                                                            | Datare: sec. XIX Descoperit: jud. SUCEAVA, RĂDĂUȚI Dimensiuni: Î: 7,5 cm Material: lut galben, frământat, dospit, modelat la roată, uscat, ars de două ori, smălțuit, oxidant, sgrafitat | Strachină de tip Kuty de formă tronconică cu fundul plat, pereți concavi, buză verticală. Vasul este sgrafitat prezentând un ornament central - stea în opt colțuri, de unde pornesc flori, realizând o compoziție complexă. În registru superior, vasul prezintă un ornament geometric, flori și frunze care sunt executate repetitiv. Din punct de vedere cromatic sunt folosite aceleași nuanțe de verde, galben și maro, specifice acestui tip de ceramică sgrafitată. Strachina este prinsă într-o rețea de sârmă împletită asigurându-i o rezistență mai mare. | Muzeul Etnografic al Moldovei, Iași       | Cimec    |
|      | Strachină                                                            | Datare: secolul XIX Descoperit: jud. SUCEAVA, com. STRAJA, STRAJA Dimensiuni: Î: 8 cm Material: lut galben, frământat, dospit, modelat la roată, uscat, ars de două ori, smălțuit, oxidant, sgrafitat | Strachină de tip Kuty de dimensiuni mari, cu formă zveltă și pereți groși. Vasul preia forma vechilor străchini lucrate în Moldova medievală a secolului al XV-lea. Are formă tronconică, fund plat, pereți înclinați, buză verticală un element central de mari dimensiuni - vultur bicefal, ce ține în partea de sus, o coroană, iar în cele două gheare, ține câte o sabie. Pe mijloc este o stemă (reproducerea unui blazon), întreaga compoziție fiind un însemn heraldic. Registrul central este delimitat de cel median printr-o linie circulară dreaptă, dincolo de care, pe marginea străchinii, sunt desenate motive geometrice - semicercuri, intercalate de câte două linii verticale. Tehnica de ornamentare a vasului este „sgrafitto”, scoțând în evidență frumusețea decorului. Desenarea motivelor prin incizarea fină a pastei crează un contrast cromatic deosebit, între maroniul vasului și cremul angobei cu care este acoperit. Din punct de vedere cromatic elemetele decorative sunt pictate cu galben și verde, nuanțe specifice acestei olării. | Muzeul Etnografic al Moldovei, Iași       | Cimec    |
|      | Strachină                                                            | Datare: sec. XIX Descoperit: jud. SUCEAVA, com. BRODINA, BRODINA Dimensiuni: Î: 7 cm Material: lut galben, frământat, dospit, modelat la roată, uscat, ars de două ori, smălțuit, oxidant, sgrafitat | Strachină de tip Kuty de dimensiuni mari, cu formă zveltă și pereți groși. Vasul preia forma vechilor străchini lucrate în Moldova medievală a secolului al XV-lea. Are formă tronconică, fund plat, pereți înclinați, buză verticală, prezentând un ornament central - floare în glastră cu frunze, încadrată de o parte și de alta de alte flori (câte trei pe fiecare latură). În registru superior, vasul prezintă un ornament geometric - semicercuri. Tehnica de ornamentare a vasului este „sgrafitto”, contrastul cromatic obținut fiind deosebit. Din punct de vedere cromatic elemetele decorative sunt pictate cu galben, verde și maron. | Muzeul Etnografic al Moldovei, Iași       | Cimec    |
|      | Furcă de tors Autor: Vasile Dumitru Niță                             | Datare: 1946 Descoperit: jud. NEAMȚ, com. CEAHLĂU, CEAHLĂU Dimensiuni: Lungime partea inferioară: 50 cm; lungime partea superioară: 68 cm; diametru maxim (la roată): 4 cm; diametru minim (la partea superioară): 1 cm Material: Lucrată din lemn de frasin prin tehnici simple: tăiere, decojire, crestare cu briceagul, cioplire, găurire, dar și prin altele, puțin mai complexe, precum incizare și strunjire la strujnița cu nuia, frânghie și pedală acționată cu piciorul. | Furca este lucrată din lemn de frasin prin tehnici simple: tăiere, curățire, crestare, cioplire, găurire, dar și prin incizare și strunjire la strujniță. De regulă, furcile au un decor relativ simplu, amplasat doar în registrul inferior, vizibil și atunci când pe furcă se pune caierul. Această furcă este însă atipică, căci prezintă decor inclusiv în registrul superior. Furcă foarte fină și subțire cu roata evazată situată la 67 cm de vârful puțin plat și perforat cu gaură dreptunghiulară pentru legat sfoara; sub roată, circa 20 cm, are formă prismatică (cu șase laturi). Are decor, geometric și naturalist, amplasat pe aproape întreaga suprafață. Esența lemnoasă din care este lucrată, frasinul, este rară; aceste furci, mai ales în zona montană erau, cel mai adesea, confecționate din paltin. Privitorul atent de astăzi este sedus de scenariul decorativ copleșitor prin bogăția personajelor și a simbolisticii aferente. În registrul inferior există nu mai puțin de șase registre; dintre acestea, patru sunt realizate în manieră geometrică, trei având aproximativ aceleași dimensiuni (5-6 cm lățime) și un decor apropiat; la două registre cu suprafața prismatică, inegale ca suprafață, aflate în apropierea roții, decorul este compus din cruci în x-uri duble semireliefate, făcute cu patru tăieturi de briceag, fiecare cruce fiind străjuită de patru dinți de lup scobiți în lemn; aceste registre sunt mărginite, fiecare în parte, de 7 cercuri concentrice; doar în apropierea roții care desparte cele două registre majore sunt 9 cercuri concentrice; un alt registru de mici dimensiuni este străjuit de 3 cercuri concentrice de-o parte și de cealaltă, dar și de două „cercuri” concentrice de dinți de lup, la una din margini fiind încă 3 cercuri „umplute” cu liniuțe oblice (ce par a reprezenta, prin precizia execuției lor, dar și prin modul în care se îmbină liniuțele, un arbore al vieții extrem de stilizat); al patrulea registru, cel mai mare (7,5 cm), este compus, la rândul lui, din nu mai puțin de 10 subregistre identice despărțite unele de altele printr-un cerc concentric; al cincelea, de 8 cm, delimitat de cercuri paralele, cuprinde un scurt text privitor la numele, adresa meșterului și anul confecționării. În sfârșit, al șaselea, situat în partea cea mai de jos a furcii, are motive vegetale și avimorfe. O distanță de 18 cm este acoperită de un pom, dispus pe verticală, cu crengi simetrice și frunze cu nervuri fine. Chiar în vârful copacului se află două păsări, diferite, afrontate, una, cea din stânga, în repaus, cealaltă în zbor; o alta, mai mică și diferită de cele două, este figurată mai jos, la 6,5 cm, tot în repaus, chiar în somn, pe o ramură (însă figurarea discretă a unei aripi pare totuși a indica starea de veghe a păsării); în sfârșit, puțin mai jos de aceasta, regăsim o altă pasăre, tot diferită de cele două afrontate, aflată în zbor undeva cam la mijlocul arborelui; aceste ultime două păsări sunt reprezentate astfel încât parcă ar fi sugerată ascunderea lor printre ramurile copacului. La rădăcina arborelui este figurată foarte discret o șopârlă mică și o capră, cu un clopot mare la gât, care mănâncă dintr-o floare. În registrul superior, deasupra roții, pe o lungime totală de circa 50 cm, adică pe aproape întreaga sa suprafață, se elansează un alt pom, mult mai mare decât cel din registrul inferior și având o compoziție mult mai complexă. Concret, este figurat un șarpe uriaș, cu gura deschisă și limba afară, care este încolăcit în jurul unui arbore uriaș; la baza arborelui se observă un prim centru de greutate animalier și fitomorf, în care regăsim patru animale și trei plante: cel dintâi animal, aflat parcă printre rădăcinile pomului, situat în plan orizontal, este un măgar ce paște liniștit, cele trei plante fiind în fața sa, ca o promisiune a hranei îmbelșugate; pe același plan orizontal, chiar acolo de unde pleacă tulpina marelui copac, este figurată o altă capră, la fel de liniștită ca și măgarul, ce pare că intenționează să se apuce de păscut și care pare că nu se sinchisește deloc de apropierea șarpelui; în dreptul ei, dar orientată ascendent, regăsim doar un cap de țap (?), iarăși cu un clopot la gât, ce mâncă; puțin mai sus, dispusă tot ascendent, regăsim o altă șopârlă, mult mai mare ca cea de jos, ce pare opusă, ca și capul de țap, șarpelui uriaș ce-și îndreaptă atenția, prin gura larg deschisă și un ochi extrem de bine reliefat, spre cele două animale; plantele sunt diferite, una e mică, formată din doar două petale, alta, în mijloc pare a fi un trifoi cu trei frunze egale, iar a treia e compusă din trei petale, uan mai mare și două mici. De aici, de la întâlnirea șarpelui cu aceste animale, ce par a simboliza o anume rezistență, pe o distanță foarte mare, aproape 36 cm, se desfășoară doar lumea vegetală, fără nici o altă intruziune decât cea a corpului solzos al șarpelui, care practic a încolăcit întreg arborele (au rămas „necotropiți” mai puțin de 2 cm spre tulpina lui, unde pare că a întâlnit o „rezistență” subpămâneană și pământeană, simbolizată de cele patru animale și trei plante: măgarul și plantele, respectiv capra, țapul și șopârla). În vârful arborelui, cumva încadrat de coada imensului șarpe, se află un al doilea centru de greutate, avimorf și animalier în același timp: două păsări identice (cu precizarea că cea de deasupra are totuși un ochi extrem de bine reprezentat, cel mai bine conturat dacă ne raportăm la toate cele șapte păsări, creând o pregnantă senzație de viu în comparație cu pasărea de alături) în zbor energic spre pământ, așadar descendent (parcă ar veni din cer cu vești urgente!); apoi, sub cele două păsări, se observă o altă șopârlă, a cărei orientare este clară înspre cele două păsări și coada șarpelui, dar ascendent de data aceasta; plasată în imediata apropierea a locului unde se termină coada șarpelui uriaș, orientat iarăși descendent, este reprezentat, într-o atitudine foarte dinamică, parcă ar fugi de ceva, un alt măgăruș. În sfârșit, exact unde se sfârșește coada șarpelui, înainte ca șapte cercuri concentrice să închidă registrul, se regăsește o floare specială, ce are reprezentat distinct pământul din care crește, două frunze mari și floarea propriu-zisă cu șase petale. Această floare a fost crestată de către meșter chiar în vârful copacului, oricum dincolo de coada șarpelui. Tot acest ansambu este străjuit la nivelul inferior de dinți de lup, din acești dinți răsărind, foarte aproape de rădăcina copacului, printre animale, alte trei flori diferite. Pe roată și dincolo de ea, pe o lungime de aproape 4 cm, există două mici registre florale, unul mai mare, de 2 cm și un altul mai mic, de aproape 1 cm, format exclusiv din petale vegetale delimitate de șase cercuri concentrice. Două detalii ar trebui remarcate aici: primul, nervurile petalelor mari, reprezentate prin linii oblice dispuse de o parte și de alta a unei linii verticale, sunt orientate descendent, ca și cum ar „curge” spre registrul inferior al furcii, în timp ce aceleași nervuri de la petalele mici sunt orientate exclusiv ascendent; al doilea detaliu, între petalele minore, atât sus, cât și jos, se află câte doi dinți de lup. Între aceste două registre de petale și marele registru unde se regăsește șarpele și arborele vieții se află șapte cercuri concentrice și încă un cerc concentric format din dinți de lup. Acest tablou decorativ (mai ales cel din registrul superior), naiv și complex totodată, ar putea sugera căderea în lumea noastră a lui Lucifer și „încolăcirea” acesteia de către forțele întunericului. Oricum, această piesă este o adevărată capodoperă, o bijuterie artistică ce încă își așteaptă decriptarea și receptarea adecvată. | Muzeul Etnografic al Moldovei, Iași       | Cimec    |
|      | Năframă de schimb                                                    | Datare: sfârșitul sec. XIX Descoperit: jud. NEAMȚ, com. VÂNĂTORI-NEAMȚ, VÂNĂTORI-NEAMȚ Material: bumbac; strămătură; țesut în 2 ițe; brodat peste fire; cusut peste muchie | Năframă pătrată din pânză de bumbac țesută în 2 ițe; colțurile sunt tivite cu strămătură roșu-oraj și mov; decorul este brodat pe ambele fețe, fiind dispus în cele 4 colțuri și este reprezentat de 4 prescuri cu razele în alternanță cromatică; prescurile sunt încadrate de un chenar geometric format din șiruri de linii frânte (scăriță). | Muzeul Etnografic al Moldovei, Iași       | Cimec    |
|      | Năframuță de mire                                                    | Datare: a doua jumătate a sec. XIX Descoperit: jud. VRANCEA, com. NEGRILEȘTI, NEGRILEȘTI Material: bumbac; fir metalic; strămătură (roz, grena, mov, verde, lila, crem); paiete argintii și aurii; mărgele mici verzi și mov; țesut în 2 ițe; brodat peste fire; cusut peste muchie; aplicații; franjuri înnodați | Năframă dreptunghiulară din pânză de bumbac țesută în 2 ițe; la capetele decorate are franjuri scurți înnodați din strămătură; laturile tăiate din pânză sunt fixate prin coasere peste muchie în cruciș cu strămătură grena; decorul este brodat pe o față dar diferă între capete, acestea fiind decorate pe fețe diferite; motivele decorative sunt stele (dispuse în trei rânduri, alternând culoarea firului) și luceferei (câte un rând la fiecare capăt); decorul brodat este completat de aplicații de paiete și mărgele. | Muzeul Etnografic al Moldovei, Iași       | Cimec    |
|      | Năframuță de schimb                                                  | Datare: a doua jumătate a sec. XIX Descoperit: jud. VRANCEA, com. NEGRILEȘTI, NEGRILEȘTI Material: in, bumbac; fir metalic; strămătură (fucsia, grena, albastru, verde); paiete argintii și aurii; mărgele mici verzi și mov; țesut în 2 ițe; brodat peste fire; cusut peste muchie; aplicații; franjuri înnodați | Năframă dreptunghiulară din pânză țesută în 2 ițe; la capetele decorate are franjuri scurți înnodați din strămătură; laturile tăiate din pânză sunt fixate prin coasere peste muchie, în cruciș, cu strămătură divers colorată (fucsia, albastru indigo, grena, verde)ș decorul este brodat pe o fațăș motivele decorative sunt stele (dispuse în trei rânduri alternante, alternând și culoarea firului) și câte un pom al vieții sub forma de vrej, geometrizant (câte un rând la fiecare capăt)ș decorul brodat este completat de aplicații de paiete și mărgele ce dublează broderiaș la capete și pe laterale are franjuri scurți înnodați din strămătură, în alternanță cromatică. | Muzeul Etnografic al Moldovei, Iași       | Cimec    |
|      | Năframuță de mire                                                    | Datare: a doua jumătate a sec. XIX Descoperit: jud. VRANCEA, com. NEGRILEȘTI, NEGRILEȘTI Material: bumbac, in; fir metalic; strămătură (fucsia, roșu, mov, verde, lila), paiete argintii și aurii; mărgele mici verzi și mov; țesut în 2 ițe; brodat peste fire; cusut peste muchie; festonat, aplicații; franjuri înnodați | Năframă dreptunghiulară din pânză țesută în 2 ițe; la capetele decorate are franjuri scurți înnodați din strămătură; laturile tăiate din pânză sunt fixate prin coasere peste muchie în cruciș cu strămătură și apoi festonare (pe deasupra); decorul este brodat pe o față dar diferă între capete, acestea fiind decorate pe fețe diferite pentru a fi suprapuse; motivele decorative sunt geometrice: romburi, cruci în X, linie în zigzag, pristornic, realizate cu strămătură și fir metalic argintiu și auriu; peste decorul brodat sunt aplicate paiete cu mărgele; la capetele brodate sunt franjuri scurți înnodați din strămătură în alternanță cromatică. | Muzeul Etnografic al Moldovei, Iași       | Cimec    |
|      | Năframă de mire, Șervet de mire                                      | Datare: a doua jumătate a sec. XIX- începutul sec. XX Descoperit: jud. VRANCEA, com. NEGRILEȘTI, NEGRILEȘTI Material: bumbac; fir metalic; strămătură (fucsia, verde, albastru); paiete; mărgele mici bleu; țesut în 2 ițe; brodat peste fire; cusut peste muchie; aplicații; croșetat | Năframă dreptunghiulară din pânză de bumbac țesută în 2 ițe, decorată pe câte o față la fiecare capăt, decorul fiind dispus pe fețe diferite; la capetele decorate are colțurele croșetate din strmătură colorată, în alternanță cromatică; decorul brodat este constituit din câte 3 pomișori la fiecare capăt, dispuși izolat în alternanță cromatică argintiu-auriu, și cu aplicații alternante. | Muzeul Etnografic al Moldovei, Iași       | Cimec    |
|      | Năframă de schimb                                                    | Datare: sfârșitul sec. XIX Descoperit: jud. IAȘI, com. MUNICIPIUL IAȘI, IAȘI Material: in; strămătură; arnici; țesut în 2 ițe; brodat la fir; brodat peste fire; festonat; canafi cusuți în colțuri | Năframă pătrată din pânză de in țesută în 2 ițe festonată cu arnici grena la capetele tăiate și la colțuri cu canafi din strămătură divers colorată; este brodată pe ambele fețe cu decor geometrizant dispus în cele 4 colțuri; decorul este constituit din câte 4 flori stelate cu frunze zimțate dispuse în cruce în diagonalele unei flori stelate centrale; fiecare floare se suprapune pe o cruce în x conturată cu broderie fină cu arnici negru. | Muzeul Etnografic al Moldovei, Iași       | Cimec    |
|      | Năframă de schimb                                                    | Datare: sfârșitul sec. XIX Descoperit: jud. SUCEAVA, com. FRĂTĂUȚII NOI, COSTIȘA Material: in; strămătură; arnici; țesut în 2 ițe; brodat la fir; brodat peste fire; cusut peste muchie (tigitură turcească) | Năframă pătrată din pânză de in țesută în 2 ițe tivită cu strămătură roșie la capetele tăiate; este brodată pe ambele fețe cu decor geometrizant dispus în cele 4 colțuri; decorul este constituit din 4 flori stelate (stele) cu boboci (luceferei) cu cârlige mici negre brodate cu arnici; centrul florii formează o cruce albă din pânză cruțată (are decor brodat și decor sugerat). | Muzeul Etnografic al Moldovei, Iași       | Cimec    |
|      | Năframă de schimb Autor: Lavric Domnica                              | Datare: prima jumătate a sec. XX Descoperit: jud. SUCEAVA, com. FRĂTĂUȚII NOI, COSTIȘA Material: in; lână; lânică; arnici; țesut în 2 ițe; brodat peste fire; brodat la fir; tivit | Năframă pătrată din pânză de in țesută în 2 ițe, tivită la capetele tăiate; este brodată pe ambele fețe cu decor geometrizant dispus în cele 4 colțuri; decorul este constituit din 4 pomi ai vieții reprezentați ca floare pe răzor, cu frunze și boboc, având marcate discret cârlige sub formă de coarne de berbec. | Muzeul Etnografic al Moldovei, Iași       | Cimec    |
|      | Năframă de schimb Autor: Nemțoc Maria                                | Datare: prima jumătate a sec. XX Descoperit: jud. SUCEAVA, com. FRĂTĂUȚII NOI, COSTIȘA Material: in; lână; strămătură; lânică; arnici; muline; mătase vegetală; țesut în 2 ițe; brodat peste fire; brodat la fir; cusut peste muchie (tighel turcesc) | Năframă pătrată din pânză de in țesută în 2 ițe; la capetele tăiate are tighel turcesc (cusută peste muchie); este brodată pe ambele fețe cu decor geometrizant dispus în cele 4 colțuri; decorul este constituit din 4 prescuri mari cu prescurele la colțuri și cu pristornice pe laturi în cromatică diversă (grena, roșu, roz, frez, galben, bleu, albastru, mov, verde deschis, verde închis, maro, brun, negru). | Muzeul Etnografic al Moldovei, Iași       | Cimec    |
|      | Năframă de schimb                                                    | Datare: sfârșitul sec. XIX Descoperit: jud. SUCEAVA, com. FRĂTĂUȚII NOI, COSTIȘA Material: in; strămătură; arnici; țesut în 2 ițe; brodat peste fire; brodat la fir; cusut peste muchie (tighel turcesc) | Năframă pătrată din pânză de in țesută în 2 ițe; la capetele tăiate are tighel turcesc (cusută peste muchie) realizat cu arnici grena; la colțuri sunt aplicați canafi mici roșii din strămătură; este brodată pe ambele fețe cu decor geometrizant dispus în cele 4 colțuri; decorul este constituit din 4 cruci drepte peste care se suprapun cruci în X cu razele terminată cu boboc de floare; piesa are mesaj codat fiind inserate în broderie atât tricolorul (apartenența etnică) cât și coarnele berbecului (apartenența ocupațională). | Muzeul Etnografic al Moldovei, Iași       | Cimec    |
|      | Năframă de schimb                                                    | Datare: sfârșitul sec. XIX-începutul sec. XX Descoperit: jud. SUCEAVA, com. FRĂTĂUȚII NOI, COSTIȘA Material: in; strămătură; lână; lânică; arnici; fir metalic; mătase vegetală; țesut în 2 ițe; brodat peste fire; brodat la fir; festonat | Năframă pătrată din pânză de in țesută în 2 ițe, cu marginile festonate cu lânică roșie; la colțuri sunt aplicați canafi din strămătură verde; este brodată pe ambele fețe cu decor geometrizant dispus în cele 4 colțuri; decorul este constituit din 4 pomișori sub forma ramurei cu frunze bogate zimțate (acant) având vârf în cruce cu terminații în floare. | Muzeul Etnografic al Moldovei, Iași       | Cimec    |
|      | Năframă de credință                                                  | Datare: prima jumătate a sec. XX Descoperit: jud. IAȘI, com. MUNICIPIUL IAȘI, IAȘI Material: bumbac; arnici (negru, roșu, albastru); țesut în 2 ițe; brodat în cruci; tivit cu găurele | Năframă pătrată din pânză de bumbac țesută în 2 ițe, tivită pe margini cu găurele simple; decorul este dispus pe o față sub forma unui chenar la marginile piesei, fiind constituit dintr-un vrej complicat cu flori mari de trifoi în patru foi, bicolore, frunze, boboci de floare și păstăi în culorile negru, roșu, albastru; florile din vrej au petale sub forma de inimi roșii și albastre. | Muzeul Etnografic al Moldovei, Iași       | Cimec    |
|      | Năframă de schimb                                                    | Datare: prima jumătate a sec. XX Descoperit: jud. SUCEAVA, com. FRĂTĂUȚII VECHI, FRĂTĂUȚII VECHI Material: in; arnici; muline; bumbac mercerizat; țesut în 2 ițe; brodat peste fire; brodat la fir; tivit cu găurele | Năframă pătrată din pânză de in țesută în 2 ițe; marginile tăiate din pânză sunt tivite cu găurele; decorul este brodat pe o față; două vrejuri stilizate sunt brodate pe mijlocul piesei întersectându-se în unghi drept la centru. Vrejurile sunt puternic stilizate fiind compuse din flori de trifoi în 4 foi alternând cu cruci duble în X (frunze stilizate); în fiecare colț al piesei este brodată câte o prescură peste care se suprapune o cruce în X alungită peste marginile prescurei și având brațele terminate cu romburi cu coarnele berbecului la colțuri; prescurea este constituită din patru cornuri în formă de inimă. | Muzeul Etnografic al Moldovei, Iași       | Cimec    |
|      | Năframă de schimb                                                    | Datare: sfârșitul sec. XIX Descoperit: jud. SUCEAVA, com. FRĂTĂUȚII VECHI, FRĂTĂUȚII VECHI Material: in; strămătură; țesut în 2 ițe; brodat peste fire; cusut peste muchie | Năframă pătrată din pânză de in țesută în 2 ițe; marginile tăiate din pânză cusute peste muchie; decorul este brodat pe ambele fețe; decorul este dispus în cele 4 colțuri și este reprezentat de 4 pomi ai vieții stilizați extrem realizați prin suprapuneri de unghiuri drepte alternând cromatic. | Muzeul Etnografic al Moldovei, Iași       | Cimec    |
|      | Strachină Autor: Gheorghe Cristian                                   | Datare: 1924 Descoperit: jud. IAȘI, com. TANSA, TANSA Dimensiuni: Î: 7 cm Material: lut galben, frământat, dospit, modelat la roata, uscat, ardere oxidantă, smălțuit, jirăvit | Strachină smălțuită de formă tronconică, adâncită, cu pereții înclinați și marginea dreaptă - verticală, cu buza rotunjită, formă caracteristică centrului de olărit de la Tansa. Vasul este angobat cu caolin alb și este smălțuit. Din punct de vedere al ornamentării, vasul este decorat în tehnica jirăvirii cu cornul, rezultând motivul pânzei de păianjen, creeând un efect cromatic deosebit, între albul angobei și cafeniul decorului. Din loc în loc sunt vizibile pete de culoare verde, care apar fuzionate. O asemenea pată verde apare și pe fundul vasului, unde este trecut anul realizării străchinii - 1924. Datorită tehnicii jirăvirii, efect cromatic al vasului este deosebit, rezultând o lucrare de excepție. | Muzeul Etnografic al Moldovei, Iași       | Cimec    |
|      | Strachină                                                            | Datare: înainte de 1900 Descoperit: jud. SUCEAVA, com. STRAJA Dimensiuni: Î: 7 cm Material: lut galben, frământat, dospit, modelat la roată, uscat, ars de două ori, smălțuit, oxidant, sgrafitat | Strachină sgrafitată și smălțuită (Kuty) amintind de vechea ceramică bizantină, de formă tronconică, zveltă, cu fundul plat, pereții înclinați, buză verticală. Are un motiv ornamental fitomorf dispus central (glastră cu trei flori - o lalea în centru mărginită de două margarete), realizat în tehnica sgrafitării. Registrul central este delimitat de jur-împrejur de trei linii circulare, dincolo de care, pe marginea străchinii, apar reprezentate motive geometrice (semicercuri). La jumătatea fiecărui arc de cerc ce mărginește buza vasului de jur-împrejur, apare câte o linie verticală (o posibilă frunză). Este practicată incizarea fină a pastei crude, vopsirea și smălțuirea realizând un contrast cromatic între culoarea maro a vasului și cea a angobei albe-sidefii. Toate elementele artistice sunt pictate ulterior cu galben, verde și brun - maro. | Muzeul Etnografic al Moldovei, Iași       | Cimec    |
|      | Strachină                                                            | Datare: sec. XIX Descoperit: jud. SUCEAVA, STRAJA Dimensiuni: Î: 5,5 cm Material: lut galben, frământat, dospit, modelat la roată, uscat, ars de două ori, smălțuit, oxidant, sgrafitat | Strachină sgrafitată și smălțuită (Kuty) amintind de vechea ceramică bizantină, de formă tronconică, zveltă, cu fundul plat, pereții înclinați, buză verticală. Are un motiv ornamental zoomorf dispus central (vacă) și unul fitomorf - (floare de lalea) ce mărginește elementul central, toate fiind realizate în tehnica sgrafitării. Registrul central este delimitat de jur-împrejur de două linii circulare, dincolo de care, pe marginea străchinii, apar reprezentate motive geometrice (semicercuri). La jumătatea fiecărui arc de cerc ce mărginește buza vasului de jur-împrejur, apare câte o linie verticală (o posibilă frunză). Este practicată incizarea fină a pastei crude, vopsirea și smălțuirea realizând un contrast cromatic între culoarea maro a vasului și cea a angobei albe-sidefii. Toate elementele artistice sunt pictate ulterior cu galben, verde și brun-maro. | Muzeul Etnografic al Moldovei, Iași       | Cimec    |
|      | Scoarță pe jumătate                                                  | Datare: prima parte a secolului XIX Descoperit: jud. BOTOȘANI, com. MUNICIPIUL DOROHOI, DOROHOI Material: păr; lână; tors; răsucit; vopsit; urzit în 2 ițe; ales legat | o foaie de scoarță dreptunghiulară țesută în stative cu urzeală de păr și alesătură de lână vopsită vegetal și lână în culoare naturală; câmpul negru, în culoare naturală, este decorat cu 2 stele mari (soare) ce au înscrisă crucea latină în mijloc antuate de motive izolate: roate mici (flori) și 3 rânduri de câte 3 heruvimi (după numărul cetelor îngerești); chenarul este ales pe 3 laturi, fiind casetat cu casete poligonale oblice ce au înscrise coarnele berbecului, în culori diferite; casetele alternează cromatic; câmpul este separat de chenar printr-o linie de pătrățele mici alternante, formând motivul: dinți de cal | Muzeul Etnografic al Moldovei, Iași       | Cimec    |
|      | Scoarță, covor Autor: călugărițe din Mănăstirea Socola               | Datare: a doua jumătate a secolului XVIII Descoperit: jud. IAȘI, IAȘI Material: păr; lână; tors; răsucit; vopsit vegetal; urzit; ales cu găurele în tehnica karamani, ales legat | Scoarță dreptunghiulară de atelier țesută în gherghef cu chenar dublu în tehnica karamani, cu găurele și în tehnica ales legat; fondul este negru, din lână în culoare naturală; chenarul exterior are fond verde vegetal și este decorat cu vrej cu frunze stilizate; chenarul interior, mai lat, are fond roz vegetal și este decorat cu pomișori stilizați și boboci de floare, dispuși în șir longitudinal; câmpul negru natural al scoarței este decorat cu două șiruri de motive pomul vieții, respectiv 8 pomișori, dintre care patru sunt în vas cu apă; pe pomișorii din capătul șirurilor sunt așezați câte câte doi porumbei ai păcii, cu ramuri de măslin în cioc, orientați opozabil | Muzeul Etnografic al Moldovei, Iași       | Cimec    |
|      | Scoarță                                                              | Datare: 1859 Descoperit: jud. IAȘI, IAȘI Material: păr; lână; tors; răsucit; vopsit; urzit în 2 ițe; ales legat | o foaie de scoarță dreptunghiulară țesută în stative cu urzeală de păr și alesătură de lână vopsită vegetal și lână în culoare naturală; are chenar geometrizant roată-împrejur, realizat din X-uri (simboluri solare) mari duble din frunze bicolore cu centrul marcat de coronițe mici și intercalând în șirul lor mici flori în 8 petale; pe câmpul de culoare neagră naturală decorul foarte bogat este centrat pe o coroniță largă din flori care circumscrie un vas cu pom al vieții reprezentat cu ramuri bogate laterale cu frunze și flori multiple divers colorate; spre capete, pe fondul închis sunt redați alți doi pomi ai vieții redați ca flori în vas de tip ol cu torți, bogați în frunze și flori și cu două păsări; de o parte și alta a coroniței ce încadrează pomul central sunt redați câte doi pomi ai vieții mai mici redați ca flori în vas de tip cantarus încadrați pe mijloc de câte două păsări; alesăturile sunt realizate cu lână în culori vegetale | Muzeul Etnografic al Moldovei, Iași       | Cimec    |
|      | Scoarță pe jumătate                                                  | Datare: prima jumătate a secolului XIX Descoperit: jud. IAȘI, IAȘI Material: păr răsucit; lână; tors; vopsit vegetal; urzit; ales cu găurele în tehnica karamani; bătut cu pieptenul | scoarță pe jumătate (o foaie) aleasă în gherghef, care se așeza pe perete fie singură, fie asamblată cu o a doua parte sau cu chenar adăugat; are formă dreptunghiulară, chenar pe 3 laturi și câmp cu motiv roata mare (soarele) și roate redate ca romburi în trepte zigurate realizate cu lână în diverse culori vegetale și în culori naturale; chenarul are fond negru natural și decor ales cu motiv vrej cu flori stilizate, fiind mărginit pe ambele laturi de câte un rând de dinți de ferăstrău | Muzeul Etnografic al Moldovei, Iași       | Cimec    |
|      | Lăicer în scaune Autor: Dimitriu Eufrosina                           | Datare: începutul secolului XIX Descoperit: jud. IAȘI, com. DELENI Material: păr; lână; tors; răsucit; vopsit vegetal; urzit în 2 ițe; ales legat cu mâna; bătut cu pieptenul | Lăicer țesut în stative cu urzeală din păr subțire răsucit și alesătură din lână în culoare naturală și vopsită vegetal, îndesit prin bătut cu pieptenul; decorul este realizat prin vrâstare pe fond verde vegetal cu lână neagră în culoare naturală alternând cu vrâste (scaune) alese cu decor geometrizant, motive: scăriță, spic | Muzeul Etnografic al Moldovei, Iași       | Cimec    |
|      | Scoarță Autor: Pîntea Raluca                                         | Datare: prima jumătate a secolului XIX Descoperit: jud. IAȘI, IAȘI Material: păr; lână; tors; vopsit; urzit în 2 ițe; ales legat; asamblat; încheiat cu acul | Scoarță de tip arhaic formată dintr-o foaie de scoarță și două bucăți pe laturi, pe care se realizează decorul chenarului; bucățile laterale sunt atașate la foaie prin coasere cu acul; decorul foii este reprezentat de motive vegetale stilizate (boboc de floare și frunză) alese pe două rânduri longitudinale pe câmp negru crușit (negru natural vopsit în culoare neagră vegetală); bobocii de floare și frunzele sunt realizate cu lână multicoloră vopsită în culori vegetale; la capete foaia de scoarțe are schițat câte un rând de chenar sub forma unui val cu cruci drepte alternante realizate cu lână în culori diferite; cele două margini adăugate prin coasere sugerează un chenar din motive izolate, alternând romburi, ramuri stilizate, pomișori stilizați, zale dispuse pe câmpul negru, în șiruri longitudinale | Muzeul Etnografic al Moldovei, Iași       | Cimec    |
|      | Covor, scoarță Autor: Bejinariu Maria                                | Datare: sfârșitul secolului XIX Descoperit: jud. BOTOȘANI, com. ORAȘ SĂVENI, PETRICANI Material: păr; lână; tors; răsucit; vopsit; urzit în 2 ițe; ales legat | Scoarță dreptunghiulară țesută în stative cu urzeală de păr răsucit nevopsit și alesătură de lână vopsită vegetal și lână naturală; câmpul este negru crușit (lână neagră naturală vopsită în negru vegetal) și este decorat cu 2 păsări maiestoase afrontate, cu trup roșu și penajul aripilor și cozilor multicolor, ce trimit la simbolistica maritală, având între ele un vas cu floare; alte două vase cu flori sunt dispuse spre capetele covorului; pe laturile lungi scoarța are două vrejuri din frunze monocrome de acant stilizate; lângă fiecare pasăre este reprezentată câte o stea | Muzeul Etnografic al Moldovei, Iași       | Cimec    |
|      | Lăicer în scaune                                                     | Datare: începutul secolului XIX Descoperit: jud. BOTOȘANI, com. RĂDĂUȚI-PRUT, MIORCANI Material: cânepă (urzeală); lână; tors; răsucit; vopsit vegetal; urzit în 2 ițe; ales legat cu mâna; bătut cu pieptenul | Lăicer țesut în stative cu urzeală de cânepă și alesătură din lână în culoare naturală și vopsită vegetal, îndesit prin bătut cu pieptenul; decorul este realizat prin vrâstare pe fondul negru natural cu lână vopsită vegetal, alternând scaunele (vrâstele) alese cu motiv scăriță cu scaune alese cu motiv coada rândunicii | Muzeul Etnografic al Moldovei, Iași       | Cimec    |
|      | Covor, scoarță Autor: Corjeuțeanu Vasea                              | Datare: sfârșitul secolului XIX Descoperit: jud. BOTOȘANI, com. COȚUȘCA, CRASNALEUCA Material: cânepă; lână; tors; răsucit; vopsit; urzit în 2 ițe; ales legat | Scoarță dreptunghiulară dintr-o foaie și două margini adăugate pe care este realizat chenarul; este țesută în stative cu urzeală de cânepă și alesătură de lână vopsită vegetal și chimic și lână în culoare naturală; câmpul negru (culoare naturală) este decorat cu 2 călăreți (soldați din trupele de călărași) în tunici albe cu brandemburguri roșii, călare pe cai roșii cu frâie albe și purtând steaguri; în jurul călărașilor sunt redate geometrizant motive izolate: cruci, romburi în trepte, flori, scripeți (călăreți); chenarul adăugat are fond negru culoare naturală și este decorat cu câte un șir de păsări în mers, alternând cu trifoi în patru foi, la capete scoarța are vrâstă tricolor, atât pe foaie cât și pe marginile cu chenar | Muzeul Etnografic al Moldovei, Iași       | Cimec    |
|      | Scoarță                                                              | Datare: prima jumătate a secolului XIX Descoperit: jud. BOTOȘANI, com. VLĂSINEȘTI, VLĂSINEȘTI Material: păr; lână; tors; răsucit; vopsit; urzit în 2 ițe; ales legat | Scoarță dreptunghiulară dintr-o foaie țesută în stative cu urzeală de păr și alesătură de lână vopsită vegetal și chimic și lână în culoare naturală; câmpul negru (culoare naturală) este decorat cu 2 șiruri de X-uri bicolore, în alternanță cromatică, dispuse longitudinal; la capete este o sugestie de chenar din motive trifoi cu patru foi dispuse izolat pe fond verde vegetal la un capăt și pe fond negru natural la al doilea capăt; pe laturile lungi este realizat un chenar îngust roșu cu motiv dinți de lup | Muzeul Etnografic al Moldovei, Iași       | Cimec    |
|      | Scoarță Autor: Catinca Știrbu                                        | Datare: prima parte a secolului XIX Descoperit: jud. IAȘI, com. MUNICIPIUL IAȘI, IAȘI Material: păr; lână; tors; răsucit; vopsit; urzit; ales cu găurele în tehnică karamani; ales legat | Scoarță dreptunghiulară dintr-o foaie țesută în stative cu urzeală de păr și alesătură de lână în culoare naturală și vopsită vegetal; câmpul negru în culoare naturală este decorat cu 8 rânduri de câte 3 flori de trandafir cu frunzulițe alăturate, fiind semnat la un capăt de autoare prin țeserea unei figuri antropomorfe, o femeie în rochie roșie; chenarul este decorat cu motivul spic de grâu pe laturile lungi și cu frunzulițe la cele două capete | Muzeul Etnografic al Moldovei, Iași       | Cimec    |
|      | Scoarță, covor                                                       | Datare: prima jumătate a secolului XIX Descoperit: jud. IAȘI, com. MUNICIPIUL IAȘI, IAȘI Material: bumbac gros; lână; tors; răsucit; vopsit vegetal; urzit; ales cu găurele, ales cu tăieturi în tehnică karamani; ales cu acul | Scoarță dreptunghiulară dintr-o foaie țesută în gherghef cu urzeală de bumbac gros și alesătură de lână vopsită vegetal și în culoare naturală; fondul câmpului este trandafiriu, iar al chenarului alb; are chenar lat, marcat spre interior de un contur negru accentuat, decorul fiind realizat cu motive mari stilizate pe vrejuri mici: scaieți cu cârlige spiralate - cârja ciobanului, în alternanță cromatică; la colțuri sunt reprezentate mici cruci; câmpul scoarței este decorat cu motive stilizate: bace, alese în tehnică karamani cu găurele și conturate ulterior cu acul folosind lână colorată contrastant | Muzeul Etnografic al Moldovei, Iași       | Cimec    |
|      | Strachină                                                            | Datare: sfarsitul sec. XIX - începutul secolului al XX Dimensiuni: Î - 8 cm. Material: lut galben, frământat, dospit, modelat la roată, uscat, ars de două ori, smălțuit, oxidant, sgrafitat | Strachină sgrafitată și smălțuită (așa zisă de Kuty) ce amintește de vechea ceramică bizantină. Are formă tronconică, zveltă, cu fundul plat, pereții înclinați, buză verticală, ușor rotunjită la muchie. Vasul prezintă ca decor sgrafitat, un ornament floral și geometric. În partea centrală a vasului se află desenată o vază - glastră cu trei flori - boboci de bujor, mărgintă de-o parte și de alta de două flori mici. Registrul central al vasului este delimitat de cel pictat pe pereți, prin trei linii circulare drepte. În partea superioară a vasului, lângă buză se găsesc trei linii circulare drepte. Pereții prezintă ornament geometric - arce de cerc, ce au desenat intercalt, un joc de linii verticale drepte, simetrice. Decorul străchinii este realizat prin incizarea pastei crude. Angoba și smalțul sunt de bună calitate. Din punct de vedere cromatic, fondul vasului este alb - sidefiu, elementele decorative fiind pictate cu pensula și cornul, în tonuri de verde și maro. | Muzeul Etnografic al Moldovei, Iași       | Cimec    |
|      | Cană mare Autor: Șindilaru Gheorghe                                  | Datare: 1920 Descoperit: jud. NEAMȚ, com. SAGNA, VULPĂȘEȘTI Dimensiuni: Î 32,4 cm. Material: lut galben, frământat, dospit, modelat la roata, uscat, ardere oxidantă, smălțuit, pictat | Cană mare, ceramică roșie, angobată și smălțuită. Este prevăzută cu cioc și toartă, plasat pe mijlocul vasului. Are o formă ovoidală, alungită, ușor bombată la pântece, buza este dreaptă. Este ornamentat cu cornul pe angoba alb - sidefie ce acoperă întreaga suprafață a vasului. Prezintă motive florale dispuse de o parte și de alta a ciocului, care este dispus simetric față de toartă. Elementele decorative sunt realizare cu verde și maro. | Muzeul Etnografic al Moldovei, Iași       | Cimec    |
|      | Strachină cu torți Autor: Constantin Colibaba                        | Descoperit: jud. SUCEAVA, RĂDĂUȚI Dimensiuni: I 6,5 cm. Material: lut galben, frământat, dospit, modelat la roata, uscat, ardere oxidantă, smălțuit, pictat | Ceramică smălțuită de Rădăuți, de formă tronconică, angobată și smălțuită. Strachina este prevăzută cu două torți prinse de marginea rotunjită a vasului. Decorul este pictat, fiind realizat pe angoba alb - sidefie în nuanțe de verde și maro. Prezintă un punct în partea centrală, iar pereții sunt ornamentați cu un grupaj (cinci grupuri) de cate trei puncte, ce mărginesc o linie circulară ondulată, continuuă. Deasupra fiecărui grup de puncte există pictată câte o linie ondulată. Vasul este dat cu smalț translucid de foarte bună calitate. | Muzeul Etnografic al Moldovei, Iași       | Cimec    |
|      | Învelitoare de cap                                                   | Datare: 1600-1699 Descoperit: Dobrovăț, Mânăstirea Material: mătase | Țesătură de mătase cu fir de argint și argint aurit de formă dreptunghiulară. Piesa a fost supusă unui tratament de stopare a degradării. | Complexul Muzeal Național „Moldova”, Iași | Cimec    |
|      | Pălărie                                                              | Datare: Sec. XVII Descoperit: Iași, Mânăstirea Sf. Sava Material: mătase | Pălărie de mătase fără bor, cu calotă largă, cu ciucure din fir de argint aurit. | Complexul Muzeal Național „Moldova”, Iași | Cimec    |
|      | Conteș                                                               | Datare: Sec. XVII Descoperit: Iași, M-rea Sf. Sava Dimensiuni: Lățime la poale - 80; umeri - 165 Material: mătase | Haină cu poale largi și mâneci scurte și largi, din mătase cu fir de argint și argint aurit, veșmânt de purtat pe deasupra de tradiție bizantină și orientală. | Complexul Muzeal Național „Moldova”, Iași | Cimec    |
|      | Buduroi                                                              | Datare: Sec. XX Dimensiuni: Diametrul gurii - 94 cm Material: lemn și burete de copac | Știubei de formă cilindrică folosit pentru depozitarea cerealelor (ovăz) prevăzut în partea inferioară cu o deschidere pe unde se scurgeau cerealele. Confecționat prin scobire din trunchiul unui molid; are în exterior 7 cârlige pentru agățat diverse unelte. Pe acestea se află două văcălii și un mai de lemn. | Complexul Muzeal Național „Moldova”, Iași | Cimec    |
|      | Sanie de treierat                                                    | Datare: 1921 Material: lemn; piatră | Dicania (sau cremenea) este de formă dreptunghiulară și este alcătuită dintr-o talpă de lemn pe care sunt fixate bucățile de cremene. | Complexul Muzeal Național „Moldova”, Iași | Cimec    |
|      | Teasc de struguri                                                    | Datare: 1875 Material: lemn de frasin; metal | Teasc bătrânesc cu broaște (piulițe) și șuruburi de lemn confecționate la strujniță. Între teascul propriu-zis și broaște se află un postament cu rol de presare al popului din teasc. Sub acest suport se găsesc două găuri prin care trec două lemne ce susțin cadrul pe care se află teascul propriu-zis. Teascul este format din mai multe doage detașabile dispuse oblic. Presa are patru cruci grecești simple, amplasate astfel: pe postamentul principal; pe cel secundar; pe o broască și pe un șurub la partea inferioară. Partea lemnoasă prezintă fisuri datorită vechimii și intemperiilor la care instalația a fost supusă în timpul exploatării. | Complexul Muzeal Național „Moldova”, Iași | Cimec    |
|      | Teasc de struguri                                                    | Datare: 1875 Material: lemn; metal | Teascul propriu-zis este confecționat din doage dispuse rar; doagele sunt prinse în două cercuri metalice care se deschid în două părți cu ajutorul a patru chei, tot metalice; șurubul metalic este acționat cu ajutorul unui hadarag de lemn, la partea inferioară o bară tot din lemn. Stabilitatea presei este asigurată de două vergele metalice nituite la partea superioară. Butucii a trei din cele patru roți sunt strânși în table nituite. Partea lemnoasă prezintă fisuri datorită vechimii și intemperiilor la care instalația a fost supusă în timpul exploatării. | Complexul Muzeal Național „Moldova”, Iași | Cimec    |
|      | Teasc de ulei Autor: Rotaru, Vasile                                  | Datare: Sf. sec. XIX Dimensiuni: Diametrul pietrei de moară = 100 Material: lemn; piatră | Instalația este alcătuită din: butucul cu găvan; ursoaica (stâlpii de susținere a grinzii); puntea de odihnă cu pene; grinda; șurubul cu drug; piulița; pietre de moară franțuzești și podina pe care acestea sunt fixate. Partea lemnoasă prezintă fisuri datorită vechimii și intemperiilor la care instalația a fost supusă în timpul exploatării. | Complexul Muzeal Național „Moldova”, Iași | Cimec    |
|      | Teasc de struguri                                                    | Datare: 1929 Material: lemn de stejar | Teascul este alcătuit din trupul (masa) teascului, grătarele, chinga, butucul și penele orizontale. | Complexul Muzeal Național „Moldova”, Iași | Cimec    |
|      | Vas                                                                  | Datare: Sec. XIX Dimensiuni: DG= 24,5 cm; DB = 9 cm Material: argilă | Castron de formă tronconică cu pereții ușor concavi, fund plat și buză verticală. Ornamente geometrice și fitoforme realizate prin sgrafitare; nuanțe de verde, maro, galben pe fond alb. | Complexul Muzeal Național „Moldova”, Iași | Cimec    |
|      | Strachină                                                            | Datare: Sec. XIX Dimensiuni: Diametrul gurii = 29 cm; diametrul fundului = 9 cm Material: argilă | Sahan smălțuit cu ornamente fitoforme și geometrice în culori maro și verde pe fond alb-gălbui. Piesa este reprezentativă pentru ceramica tradițională din zona Rădăuților la sfârșitul secolului al XIX-lea; având în vedere perisabilitatea materialului numărul pieselor care se încadrează în această tipologie este relativ mic. | Complexul Muzeal Național „Moldova”, Iași | Cimec    |
|      | Canceu                                                               | Datare: 1868 Dimensiuni: Diametrul gurii = 8,5 cm; diametrul fundului = 5 cm Material: argilă | Prezintă ornamente fitoforme și zoomorfe (pasăre) în peisaj floristic, bordurat în registrul interior cu elemente de tip "tablă de șah". Pictat cu nuanțe de cafeniu, verde, galben, maro pe fond alb. | Complexul Muzeal Național „Moldova”, Iași | Cimec    |
|      | Tipar de caș                                                         | Datare: 1906 Material: lemn de tei | Păpușar format din două piese componente cu decorul amplasat pe ambele fețe interioare, pe toată suprafața; interpretările geometrizate sunt într-o compoziție perfect echilibrată și reprezintă simboluri magico-religioase. Piesa este unicat fiind lucrată manual și provine din singura zonă în care aceste obiecte se mai păstrează. Pe spate inscripția: "AN 1906 MINIC IOCAN BÂRSEȘTI". | Complexul Muzeal Național „Moldova”, Iași | Cimec    |
|      | Tipar de caș Autor: Lefter, Manoil                                   | Datare: 1846 Material: lemn de tei | Păpușar format din două piese cu decorul pe ambele fețe interioare, pe toată suprafața. Interpretările geometrizate sunt într-o compoziție perfect echilibrată și reprezintă simboluri magico-religioase arhaice (șarpele, soarele, steaua, dintele de lup). | Complexul Muzeal Național „Moldova”, Iași | Cimec    |
|      | Corn de praf de pușcă                                                | Datare: 1850 Material: corn de cerb; alamă; piele; cositor | Corn de cerb pentru păstratul prafului de pușcă. Partea superioară este legată într-o brățară de aramă, ornamentată cu cercuri și triunghiuri hașurate. De brățară se prinde cureaua țintuită cu ținte de alamă. Cornul este ornamentat prin incizie cu motive geometrice. | Complexul Muzeal Național „Moldova”, Iași | Cimec    |
|      | Talger                                                               | Datare: sec. XIX Descoperit: jud. SUCEAVA, com. MUNICIPIUL RĂDĂUȚI Dimensiuni: 5 cm. Material: lut galben, frământat, dospit, modelat la roată, uscat, ars de două ori, smălțuit, oxidant, sgrafitat | talger - farfurie de mici dimensiuni, cu formă întinsă, de tip Kuty realizată în tradiția ceramicii bizantine, în tehnica sgrafitto acoperită cu glazură - smalț de bună calitate. Asemănător altor farfurii, tipsii sau castroane din secolul XIX, și aceasta este prinsă într-o plasă de sârmă împletită pentru a fi mai rezistentă. Compoziția ornamentală este împărțită în regiștrii, delimitați de cercuri concentrice trasate în pasta udă a angobei în tehnica sgrafitajului. În fiecare registru apar motive geometrice, pictate în nuanțe de verde și maro, piesa în ansamblul său apărând ca un soare. În parte superioară, spre margine, în ultimul registru, se regăsesc pictate flori încadrate de două chenare delimitate de linii frânte. Tonalitatea celor trei culori verde, galben și maro specifică acestui tip de ceramică, conferă piesei, un rafinament artistic deosebit. | Muzeul Etnografic al Moldovei, Iași       | Cimec    |
|      | Cămeșă cu altiță                                                     | Datare: sfârșitul secolului XIX Descoperit: jud. NEAMȚ, com. CRĂCĂOANI, CRĂCĂOANI Dimensiuni: lățime altiță 20 cm; înălțime altiță 26 cm, lățime încreț 3,5 cm Material: bumbac gros (sacâz), strămătură; țesut în 2 ițe, tivit cu găurele duble, brodat la fir, brodat în cruci, încrețit, încheiat cu acul | cămașă încrețită din pânză sacâz (de bumbac gros) lată de 55 cm, cu stan din 2 foi (lați), cu altiță separată, brezărău și mânecă cu bentiță; racordarea stanilor la mânecă este marcată de rânduri de găurele duble; stanul față este decorat cu două rânduri de talbe cu motiv cruce dreaptă în miez de nucă realizate cu strămătură roșie, roz, neagră și oliv, bordate de șiruri de pătrate mici realizate din strămătură neagră în chenar roșu; stanul spate este fără decor; decorul geometric al mânecii este în table dispuse oblic (costișat), fiind reprezentat de rânduri de cruci în miez de nucă separate de grupe de câte 3 romburi mici dispuse vertical; tablele de pe mânecă sunt încadrate de două șiruri verticale de pătrate mici realizate din strămătură neagră în chenar roșu; altița separată repetă decorul de pe mânecă dar îl dispune orizontal, în 3 rânduri (table) separate de linii de broderie fină în alternanță cromatică; încrețul are același decor ca și altița dar inversează culorile pătratelor mici, chenarul fiind negru iar interiorul roz; decorul acoperă aproape toată jumătatea de deasupra a mânecii; bentița mânecii este îngustă și este brodată cu strămătură, decorul fiind format din pătrate alternând cromatic în grupe de câte trei | Muzeul Etnografic al Moldovei, Iași       | Cimec    |
|      | Scoarță Autor: călugărițe din Mănăstirea Agapia                      | Datare: mijlocul secolul XIX Descoperit: jud. IAȘI, com. MUNICIPIUL IAȘI, IAȘI Dimensiuni: lățime chenar la capete 20 cm; lățime laturi longitudinale ale chenarului 6 cm Material: păr de lână în culoare naturală gri, lână vopsită vegetal în culorile albastru, verde roșu, bej, lână în culoare naturală brun, alb; ales legat, ales curb, ales cu găuri în tehnică Karamani                                                                                                  | scoarță dreptunghiulară cu urzeală din lână nevopsită de culoare gri; chenarul are laturi diferite: pe lungime două chenare înguste de 3,3 și 2,5 cm (total 6 cm), cel exterior din lână nevopsită de culoare brun, cel interior de culoare roșu cu decor zimțat (colți de lup); la capete are un chenar lat ales pe același fond cromatic ca și câmpul scoarței, decorul fiind reprezentat de ramuri de salcâm cu frunze stilizate și păstaie; câmpul scoarței are decor cu compoziție liberă din ramuri în culorile bej și negru alternând cromatic și schimbând orientarea; ramurile au boboci și cu interior stelat | Muzeul Etnografic al Moldovei, Iași       | Cimec    |
|      | Strachină                                                            | Datare: sfârșit de secol XIX Descoperit: jud. SUCEAVA, com. STRAJA Dimensiuni: Î 7 cm. Material: lut galben, frământat, dospit, modelat la roată, uscat, ars de două ori, smălțuit, oxidant, sgrafitat | Strachină de Kuty, de tip bizantin, sgrafitată, smălțuită. Are formă tronconică, zveltă, cu fundul plat, pereții înclinați, la jumătatea distanței lor prezintă o ușoară denivelare înspre interior, delimitând jumătatea strachinei, buza este verticală. Are un motiv ornamental central - ghiveci (glastră) cu trei flori, una centrală în formă de lalea mărginită de o parte și de alta de flori rotunde. Desenul de pe fundul vasului este delimitat de o bordură formată din trei linii concentrice trasate cu cornul. În partea de sus apar elemente comune ceramicii de Rădăuți - elementre geometrice: motive unghiulare și linii verticale. Vasul este angobat în alb, decorul are cromatică specifică pentru ceramica de tip Kuty: verde, galben, maro pe fond alb - crem. | Muzeul Etnografic al Moldovei, Iași       | Cimec    |
|      | Naframă de credință, năframă de nuntă Autor: Negrea Gavril Ecaterina | Datare: sfârșitul secolului XIX Descoperit: jud. SUCEAVA, com. PANACI, PANACI Dimensiuni: lățimea pânzei 44 cm Material: bumbac, in, strămătură ocru, albastru, verde muștar, mov, roz, lila, arnici negru; țesut în 2 ițe, brodat peste fire, brodat la fir, tivit cu găurele duble, festonat | piesă dreptunghiulară din pânză de bumbac și in țesută în 2 ițe, tivită cu găurele duble și festonată la capetele tăiate cu strămătură ocru; două vrejuri cu frunze stilizate (romburi) și două rânduri de zimți sunt brodate la capete; trei cruci drepte mari (pui mari) brodate cu strămătură divers colorată constituie decorul principal al piesei; crucile au contur dublu spațiat realizat ca broderie plină, brațele având decor frunza bradului orientată spre centrul crucii, care este redat ca romb (roată mare-soare); razele crucilor (medialele brațelor) sunt decorate cu motiv pomul vieții redat ca floare cu frunze zimțate (dinți de fierăstrău); fiecare cruce este mărginită pe două laturi de o jumătate de vrej redat ca o linie brodată cu furnzulițe stilizate (romburi adosate pe o latură) | Muzeul Etnografic al Moldovei, Iași       | Cimec    |
|      | Față de masă Autor: Maftei V. Profira                                | Datare: 1900 Descoperit: jud. IAȘI, com. POPEȘTI, POPEȘTI Dimensiuni: lățime danetelă cu colțuri de pe margine 10cm; lățime dantelă de pe mijloc ce încheie lații 7 cm Material: lână țigaie, bumbac alb, arnici verde, roz, maro, negru; dantelă croșetată cu spelca; tors prin mărgică, urzit în 2 ițe, țesut în candrel, tivit cu găurele, brodat în cruci, croșetat, aplicații de dantelă                                                                                      | piesă dreptunghiulară din doi lați de pânză țigaie trasă (toarsă) prin mărgică și țesută în candrel (se urzesc numărături de fire de lână alternând cu câteva fire de bumbac pentru a realiza dungile longitudinale în urzeală, apoi se bate lână și se vrâstează cu fire de bumbac la anumite distanțe pentru a realiza candrelul); pânza are o lățime de 50 cm și este tivită cu găurele în vederea asamblării piesei din 2 lați și a aplicațiilor de dantelă lată (10 cm pe margine, 7 cm pe mijloc) croșetată cu spelca (croșeta); candrelul din bumbac alb în lână naturală ecru are efect decorativ; piesa are pe marginea pânzei și un decor naturalist brodat în cruci cu arnici (negru, maro, roz, verde) reprezentând un vrej bogat cu ramuri cu flori de piersic (chersică); dantela de pe mijloc este rară și are un decor cu flori stilizate; dantela cu colțuri de pe margine este mai deasă și mai grosieră | Muzeul Etnografic al Moldovei, Iași       | Cimec    |
|      | Scoarță Autor: călugărițe din Mănăstirea Agapia                      | Datare: 1858 Descoperit: jud. IAȘI, com. MUNICIPIUL IAȘI, IAȘI Dimensiuni: lățime chenar exterior 6 cm; lățime chenar interior 14,5 cm Material: păr de lână naturală de culoare gri deschis, lână vopsită vegetal; ales legat, tehnică Karamani cu găurele | scoarță dreptunghiulară cu urzeală din lână în culoare naturală gri cu două chenare; chenarul din margine este îngust (6 cm), are fond albastru închis din lână vopsită vegetal și decor zig-zag în culoare maro deschis ales în tehnică Karamani cu găurele; chenarul interior este mai lat (14,5 cm), are fond roșu vegetal și decor boboci de floare izolați în culori diferite; câmpul covorului are culoarea verde (vopsit vegetal) iar decorul ales legat este format din crengi cu flori stilizate în culori diverse dispuse în 4 șiruri longitudinale; între șirurile de crenguțe cu flori sunt aleși din loc în loc boboci de floare stilizați; la capătul la care s-a terminat alesul, pe fond, este aleasă data confecționării: 1858 | Muzeul Etnografic al Moldovei, Iași       | Cimec    |
|      | Puisor Autor: Nica Teodor                                            | Datare: a doua jumătate a secolului XX Descoperit: jud. IAȘI, com. DELENI, POIANA Dimensiuni: I 13 cm. Material: lut galben, var; frământat, dospit, modelat la roata, uscat, pictat cu var, ars o singură dată, reducător | Ulcică de moși din ceramică neagră, având capacitatea de 0,5 litri, motiv pentru care era numită de săteni, oală - puișor. Vasul are forma specifică a oalelor negre de moși de mică capacitate. Forma sa este sferoidală, având toarta prinsă de marginea buzei vasului, răsfrântă în afară și pântecele său. Înainte de ardere, vasul este lustruit cu piatra, urmând ca după această operațiune, vasul să fie ornamentat prin pictare cu paiul de trestie înmuiat în var. Decorul acoperă întreaga suprafața a oalei, albul varului creînd un contrast deosebit cu negrul vasului. Sunt pictate ornamente vegetale, pomișori, dispuși în trei registre, separați de câte o linie văluită cu puncte. Imediat sub buza vasului există trei cercuri concentrice realizate în pasta crudă cu colțul fichieșului, pe care se suprapune o linie în zigzag, mărginită de puncte. | Muzeul Etnografic al Moldovei, Iași       | Cimec    |
|      | Cămașă cu altiță Autor: Nacu Paraschiva                              | Datare: sfârșitul secolului XIX Descoperit: jud. SUCEAVA, com. STULPICANI, STULPICANI Dimensiuni: lățime altiță 20 cm; înălțime altiță 22,5 cm, lățime încreț 6,5 cm Material: bumbac gros (sacâz), lână; strămătură; dantelă croșetată cu spelca; țesut în 2 ițe, brodat la fir, brodat în cruci, brodat pe crețuri, festonat, croșetat, cheițe cu spelca, încheiat cu croșeta, aplicații de dantelă, cusut simplu pe dos                                                         | Cămașă încrețită, până în talie, cu altiță separată; mânecă cu brățară lată și volan mic; brezărău cu lână roșie; stanul din 3 foi cu lățime de 45 cm, încheiați pe spate și în față pe mijloc, la gură; Decorul stanului față este reprezentat de două rânduri de table brodate cu lână neagră dispuse simetric față de linia mediană de încheiere a foilor, care este realizată din aplicație de dantelă de 1,5 cm croșetată cu spelca; gură cămășii este festonată cu lână roșie și subliniată cu câte un rând de luceferei roșii din lână, în grupe de câte doi, de fiecare parte a gurii, decorul coborând până la talie; decorul stanului spate este format din două rânduri de table mici realizate cu lână cafenie și murie (bleumarin de nunața murei coapte), cu decor zăluță încadrată in dreptunghiuri cu același fond; Liniile de asamblare a foilor pe stanul din spate sunt puternic marcate ornamental prin banda de dantelă croșetată cu spelca aplicată între foi și prin cele 2 rânduri de broderie delicată de culoare roșie cu motiv zigzag și pui mici pe linie, cămașa este strânsă la gât cu brezărău din lână roșie; mâneca are altiță separată și volan, fiind strânsă cu brățară lată de 4 cm realizată prin încrețire și brodare pe creți cu lână roșie cu motive romburi; decorul mânecii este în tablă lată realizată pe jumătatea de deasupra a mânecii prin brodare cu lână murie cu motive cruci treflate, romburi și zăluțe încadrate în dreptunghi; încrețul lat de 6,5 cm este încadrat în chenat brodat cu lână murie cu motive X și romb, decorul lui fiind realizat cu lână murie și strămătură divers colorată cu decor masa raiului (motive romburi și dreptunghiuri); altița este încadrată de chenar (scrânciob) și are decorul format din 4 registre de motive brodate cu lână murie și cafenie pe fondul alb al pânzei, registrele fiind separate de linii de broderie compactă multicoloră cu motiv romburi concentrice, la fel cu chenarul; Decorul altiței este reprezentat de zăluțe încadrate în dreptunghiuri dispuse oblic cu triunghiuri și stilizări de heruvimi, precum și zăluțe încadrate de dreptunghi cu pui pe contur cu motiv boboc de floare | Muzeul Etnografic al Moldovei, Iași       | Cimec    |
|      | Cămașă cu altiță Autor: Catrinar Varvara                             | Datare: 1905 Descoperit: jud. SUCEAVA, com. STULPICANI, STULPICANI Dimensiuni: lățime altiță 22 cm; înălțime altiță 22 cm, lățime încreț 6,5 cm Material: bumbac gros (sacâz), lână, strămătură, arnici roșu; țesut în 2 ițe, brodat la fir, brodat peste fire, brodat în cruci, brodat pe crețuri, cusut în drug, festonat, cusut simplu pe dos | cămașă încrețită fără poale, cu brezărău și altiță separată; stanul din 3 foi de pânză sacâz (din bumbac gros) de 50 cm lățime, 1 în spate și 2 încheiați la față, pe mijloc; stanul spate este neornamentat; stanul față are 2 rânduri de motive mari (pui mari) ce sunt reprezentați de pomișori cu flori stilizați, în culori diverse realizați cu lână neagră și colorată vegetal și chimic; gâtul strâns cu brezărău realizat cu arnici roșu; mâneca are bentiță și este strânsă cu brațetă realizată din creți pe care s-a brodat cu lână neagră și roșie cu motive cruci în X și romburi; decorul acoperă jumătatea de deasupra a mânecii și este reprezentat de un rând median de flori de trandafiri cu frunze, încadrat de două table continue redate geometrizant cu motive masa raiului și X-uri în culori diferite, vii; lângă tablele cu decor geometric sunt dispuși două rânduri de pui mari (câte unul de fiecare parte) reprezentând flori stilizate cu frunze zimțate; blancuri de fond de circa 1,5 cm separă rândurile exterioare de pui mari, reprezentați de pomișori stilizați (flori cu frunze) dispuși distanțat în rânduri verticale, câte un rând de fiecare parte; încrețul este încadrat pe 3 laturi de un chenar geometrizant cu motive masa raiului, romburi și cruci în X, decorul principal fiind reprezentat de un șir de cruci în X mari realizate din frunze de ștejar în culori diferite și cruci drepte subțiri de brodate cu lână neagră; altița are pe 3 laturi același chenar (scrânciob) ca și încrețul, fiind realizat prin brodare cu strămătură în culori vii diverse; 3 linii de motive geometrice ca și cele ale chenarului separă 4 registre de pui mari reprezentați de 2 rânduri de flori de trandafir cu frunze în alternanță cu 2 râduri de pomișori redați ca flori stilizate cu frunze zimțate | Muzeul Etnografic al Moldovei, Iași       | Cimec    |
|      | Strachină                                                            | Datare: sfârșitul secolului XIX Descoperit: jud. SUCEAVA, com. STULPICANI Dimensiuni: Î 6 cm. Material: lut galben, frământat, dospit, modelat la roată, uscat, ars de două ori, smălțuit, oxidant, sgrafitat | Strachină de Kuty, de tip bizantin, sgrafitată, smălțuită. Are o formă tronconică cu usna (buza) verticală și fundul plat. Este prinsă într-o rețea de sărmă pentru ai conferi o mai bună rezistență. Ca motiv ornamental prezintă un element floral (lalele și rozete) plasat pe fundul vasului mărginit de o bordură de două linii ce desparte cei doi regiștri. Pe pereții vasului apar pictați motive unghiulare și linii verticale. Vasul este angobat în alb, decorul are o cromatică de verde, galben și maro pe fond alb. | Muzeul Etnografic al Moldovei, Iași       | Cimec    |
|      | Strachină                                                            | Datare: sec. XIX Descoperit: jud. SUCEAVA, com. STRAJA, STRAJA Dimensiuni: I 8 cm. Material: lut galben, frământat, dospit, modelat la roată, uscat, ars de două ori, smălțuit, oxidant, sgrafitat | Strachină sgrafitată și smălțuită (Kuty) amintind de vechea ceramică bizantină, de formă tronconică, zveltă, cu fundul plat, pereții înclinați. La jumătatea distanței peretelui prezintă pe interior, o margine, ce individualizează mai bine buza vasului, care este rotunjită, dreaptă, la partea superioară. Are un motiv ornamental central (crucea- troiță) având desenată și baza de susținere. Este mărginită de două ramuri de brad dispuse simetric de o parte și de alta a cruciii. În registrul superior, strachina are de jur împrejur motive geometrice (semicercuri). Vasul este ornamentat în tehnica „sgrafitto”, marginile desenului fiind clar delimitate. Este practicată incizarea fină a pastei crude, vopsirea și smălțuirea realizând un contrast cromatic deosebit, între culoarea de bază a vasului (brun - maro) și cea a angobei (galben). Elementele decorative sunt realizate în nuanțe de verde și galben. | Muzeul Etnografic al Moldovei, Iași       | Cimec    |
|      | Cămeșă                                                               | Datare: 1/2 sec. XIX Descoperit: jud. SUCEAVA Dimensiuni: L altiță: 23 cm; La altiță: 23 cm Material: in; strămătură; fir metalic; arnici; urzit în 2 ițe; țesut în 2 ițe; festonat; încheiat cu acul; brodat în punct bătrânesc; brodat peste fire; brodat la fir; broderie orientală cu fir | Cămașă încrețită la gât cu brezărău; mânecă cu altiță separată, încreț brodat cu arnici galben; mâneca încrețită la manșetă și prinsă cu bentiță pe care s-a brodat cu strămătură; gura cămășii este festonată cu bumbac alb și strânsă la cu brezărău; stanul din trei lați de pânză de in țesută în două ițe; doi clini laterali și două pave pătrate la subbraț; decorul este dispus pe dinăinți și spate (câte două râuri cu motiv pătrate și câte două vrejuri cu flori kaki și roz pal în grupe de câte patru) și pe mânecă; altița brodată bogat cu strămătură kaki și fir metalic; decorul altiței este reprezentat de trei șiruri de pomișori separați pe verticală de linii de broderie cu fir; la altița mânecii drepte este prezent și un val; încrețul este brodat cu arnici galben portocaliu în punct peste fir și la fir, decor geometric: romburi și cruci; decorul mânecii este bogat, dispus în registre orizontale ce acopăr toată pânza, fiind reprezentat de șiruri de puncte mari în grupe de câte trei alternând cu șiruri de flori stilizate dispuse agogic față de în val geometric în linie frântă; decorul mânecii este brodat cu strămătură kaki, la manșetă alternând culorile kaki și roz pal; linia de racord a stanului la mânecă și clini este marcată prin puncte de broderie kaki și roz în alternanță de grupe de câte patru. | Complexul Muzeal Național „Moldova”, Iași | Cimec    |